# Список дипломатичних місій в Угорщині

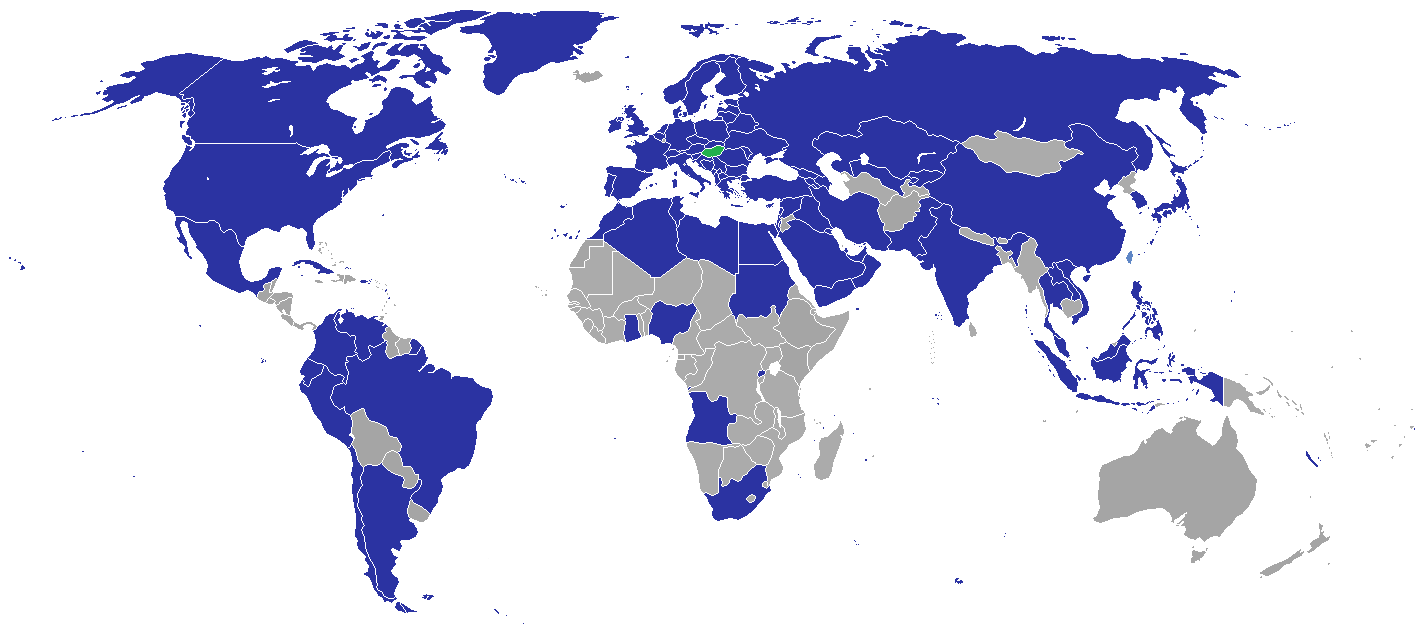
Країни, які мають посольство в Угорщині

Нижче представлено список дипломатичних місій в Угорщина. Наразі в столиці Угорщини Будапешті діють 85 посольства. Багато інших держав мають акредитованих послів в столицях інших держав, в основному у Відні та Берліні. Також в Угорщині є 7 генеральних консульств.

## Посольства

### Європа
- Австрія
- Азербайджан
- Албанія
- Бельгія
- Білорусь
- Болгарія
- Боснія і Герцеговина
- Ватикан
- Велика Британія
- Греція
- Грузія
- Данія
- Ірландія
- Іспанія
- Італія
- Кіпр
- Косово
- Латвія
- Литва
- Мальтійський орден
- Молдова
- Нідерланди
- Німеччина
- Норвегія
- Польща
- Португалія
- Північна Македонія
- Росія
- Румунія
- Сербія
- Словаччина
- Словенія
- Україна
- Фінляндія
- Франція
- Хорватія
- Чехія
- Чорногорія
- Швейцарія
- Швеція

### Азія
- Афганістан
- В'єтнам
- Ємен
- Ізраїль
- Індія
- Індонезія
- Ірак
- Іран
- Казахстан
- Катар
- КНР
- Кувейт
- Ліван
- Малайзія
- Монголія
- Пакистан
- Палестина
- Південна Корея
- Саудівська Аравія
- Сирія
- Таїланд
- Туреччина
- ОАЕ
- Філіппіни
- Японія

### Америка
- Аргентина
- Бразилія
- Венесуела
- Еквадор
- Канада
- Колумбія
- Куба
- Мексика
- Перу
- США
- Чилі

### Африка
- Алжир
- Ангола
- Єгипет
- Лівія
- Марокко
- Нігерія
- ПАР
- Судан
- Туніс

## Інші представництва
- Західна Сахара
- Національна коаліція сирійських революційних і опозиційних сил
- Республіка Китай

## Акредитовані посли

### Відень
- Австралія
- Болівія
- Буркіна-Фасо
- Вірменія
- Гватемала
- Естонія
- Ефіопія
- Ісландія
- Йорданія
- Кенія
- Киргизстан
- Люксембург
- Мальта
- Оман
- Парагвай
- Північна Корея
- Таджикистан
- Уругвай
- Шрі-Ланка

### Берлін
- Бангладеш
- Бурунді
- Еритрея
- Замбія
- Кот-д'Івуар
- Малаві
- Непал
- Нова Зеландія
- Танзанія
- Уганда
- Ямайка

### Інші міста
- Бенін - Женева
- Гамбія - Париж
- Гана - Прага
- Камбоджа - Варшава
- Лаос - Варшава
- Лесото - Рим
- Мавританія - Москва
- Нігер - Бонн
- Нікарагуа - Рим
- Руанда - Бонн
- Сан-Марино - Саг-Марино
- Есватіні - Женева
- Сейшельські Острови - Париж
- Чад - Москва

## Генеральні консульства
- Росія: Дебрецен
- Румунія: Дюла
- Румунія: Сегед
- Словаччина: Бекешчаба
- Словенія: Сентготхард
- Україна: Ньїредьгаза
- Хорватія: Печ

## Представництва міжнародних організацій

### Європейський Союз
- Представництво Європейської комісії
- Інформаційне бюро Європейського парламенту
- Європейський інвестиційний банк
- Європейський поліційний коледж
- Європейський інститут інновацій та технологій

### Організація Об'єднаних Націй
- Управління Верховного комісара ООН у справах біженців
- Продовольча та сільськогосподарська організація ООН
- ЮНІСЕФ
- Всесвітня організація охорони здоров'я
- Міжнародна організація праці
- Міжнародна організація з міграції

### Інші
- Рада Європи
- Європейський банк реконструкції та розвитку
- Дунайська комісія
- Міжнародний комітет Червоного Хреста
- Міжнародна федерація товариств Червоного Хреста та Червоного Півмісяця
- Міжнародна рада з полювання та охорони тваринного світу
- Внутрішньо-європейська організація податкових адміністрацій
- Регіональний центр навколишнього середовища Центральної та Східної Європи

## Галерея

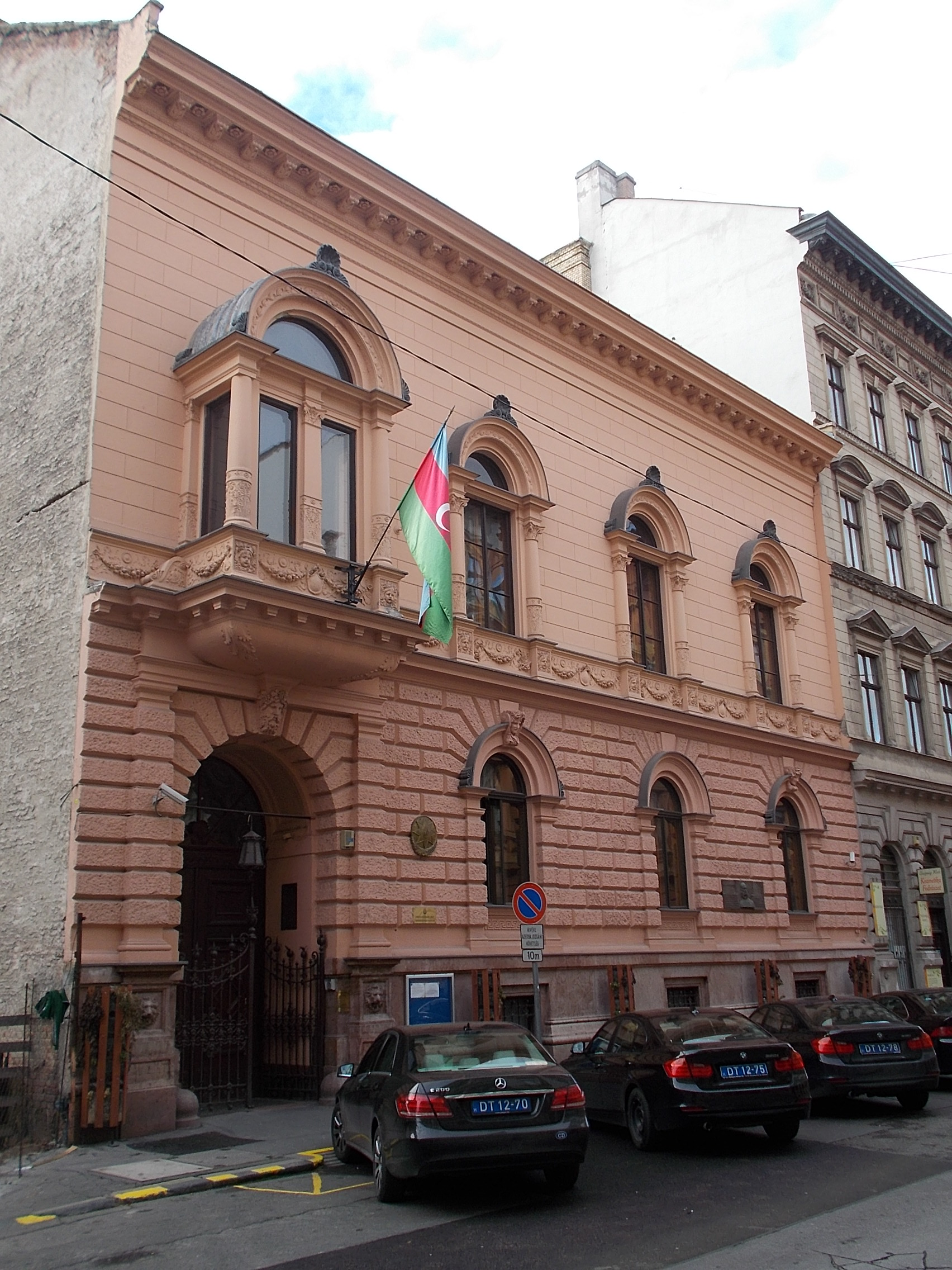
Посольство Азербайджану
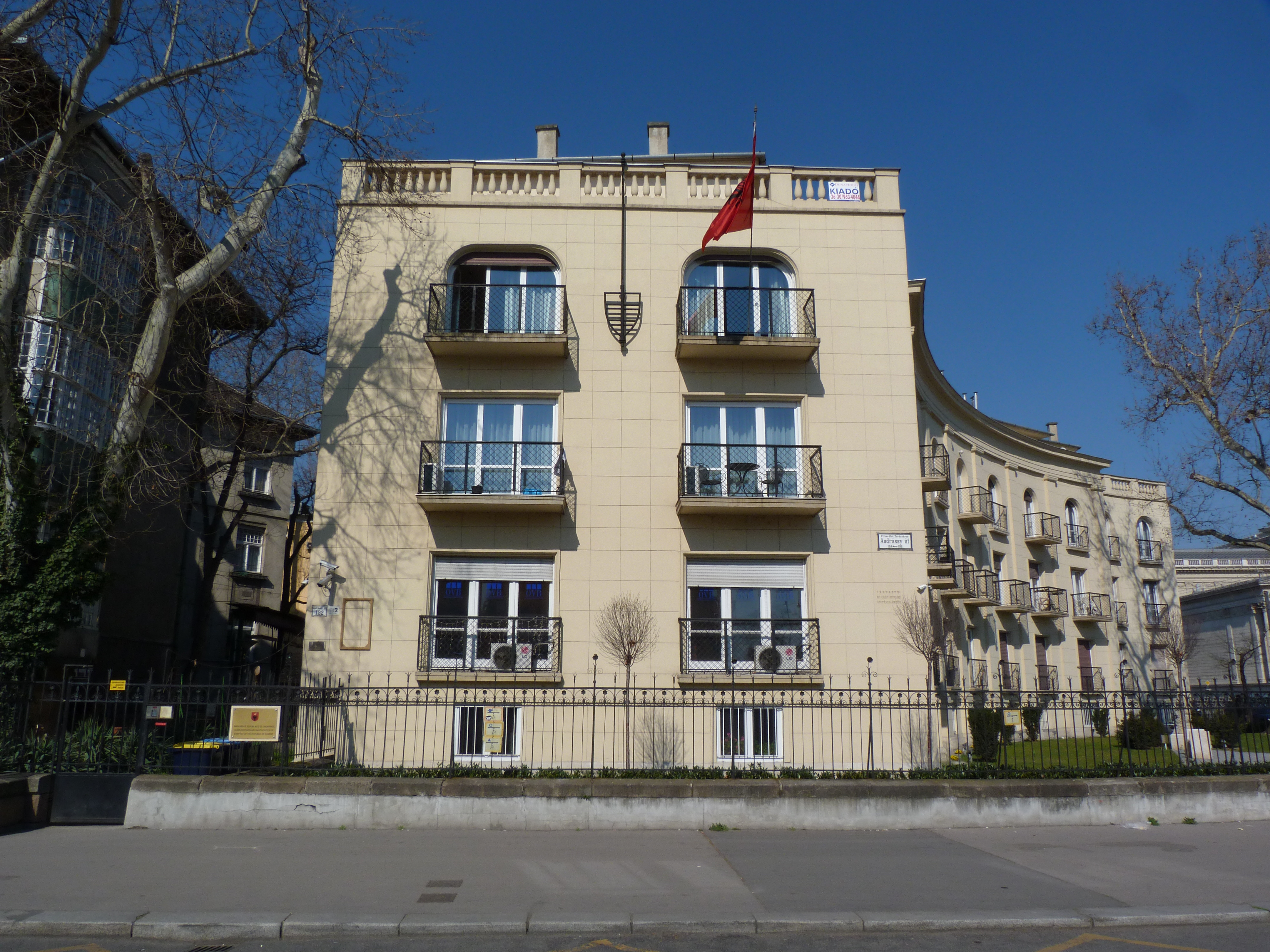
Посольство Албанії
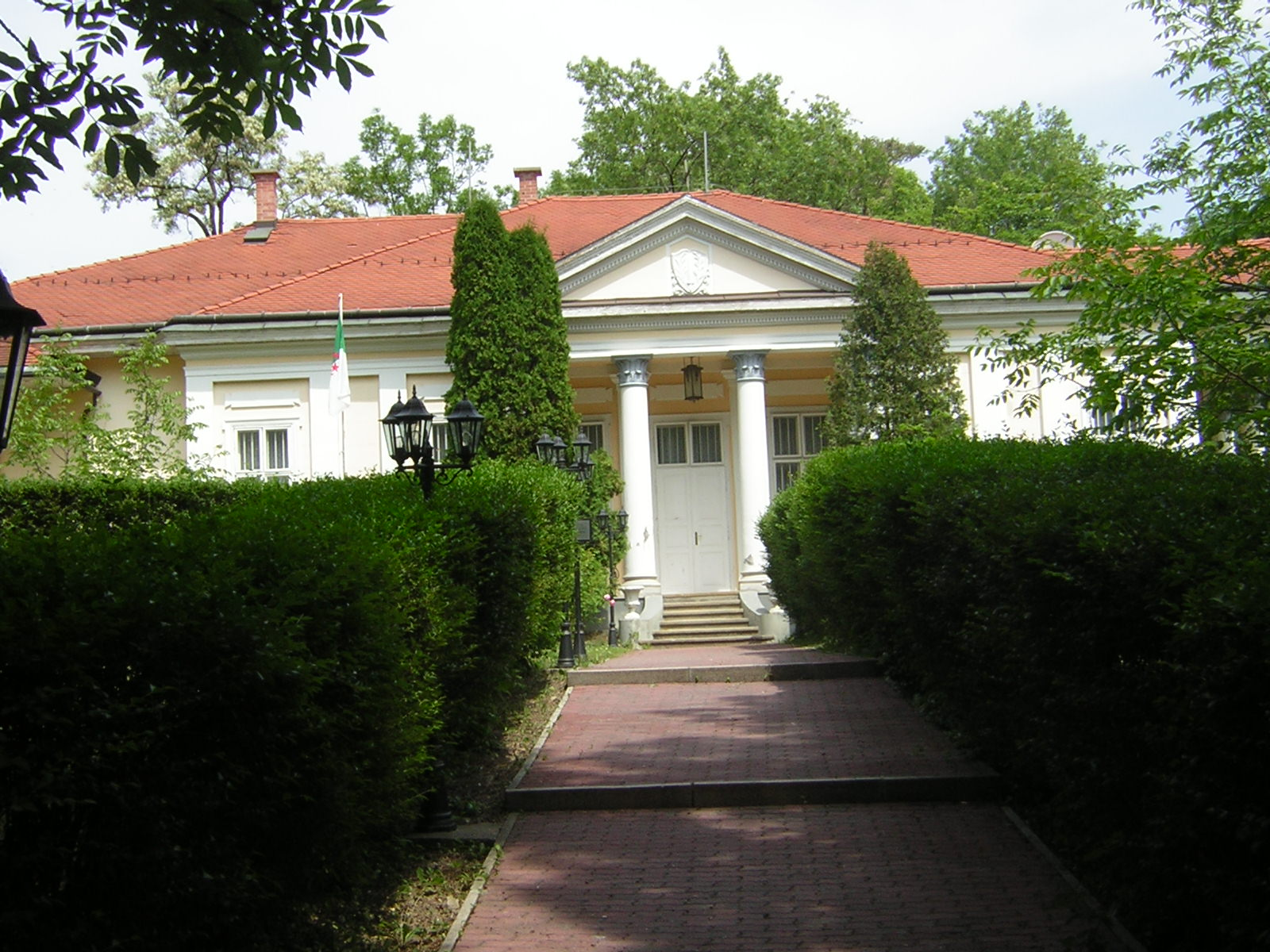
Посольство Алжиру
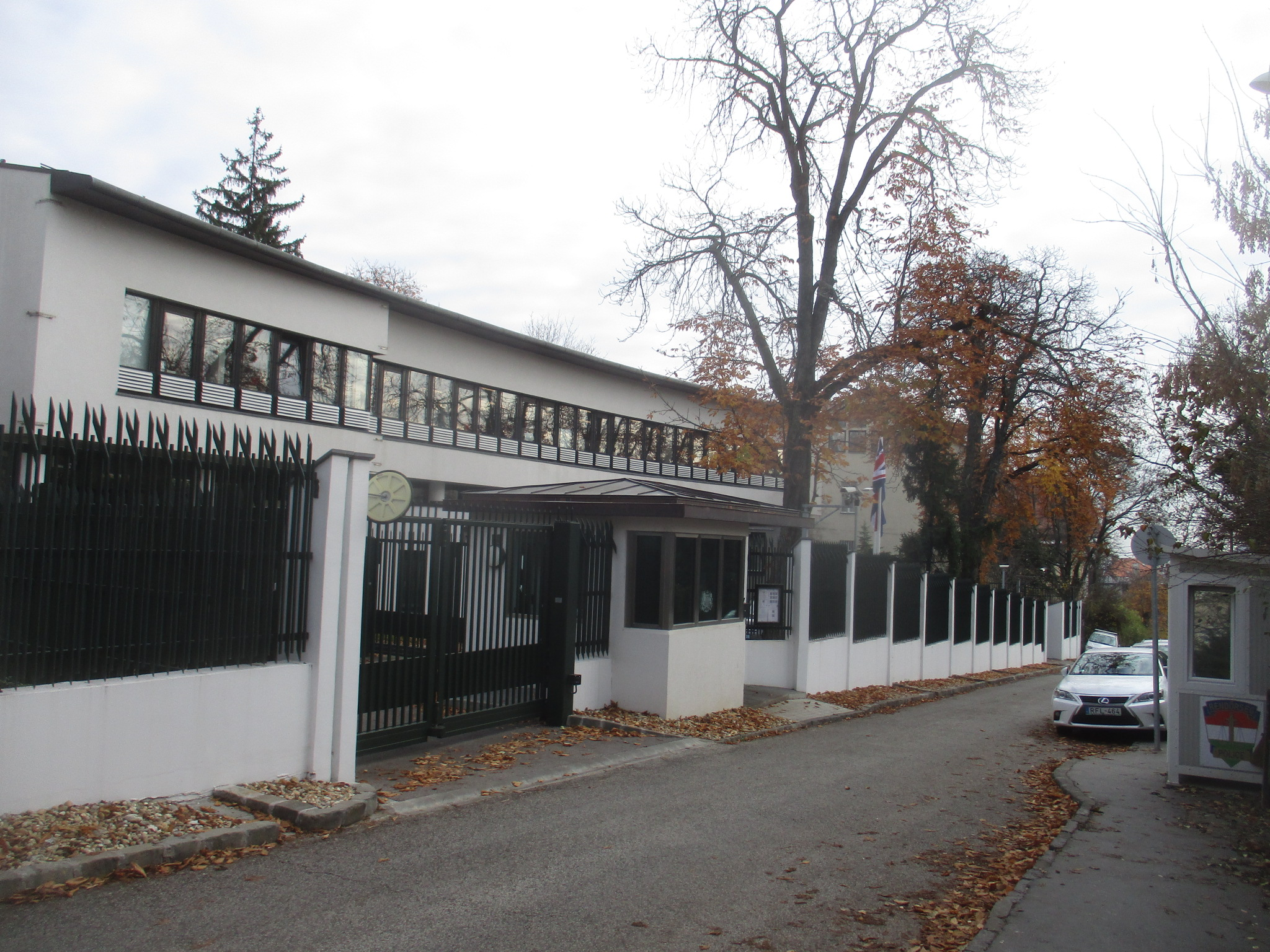
Посольство Великої Британії
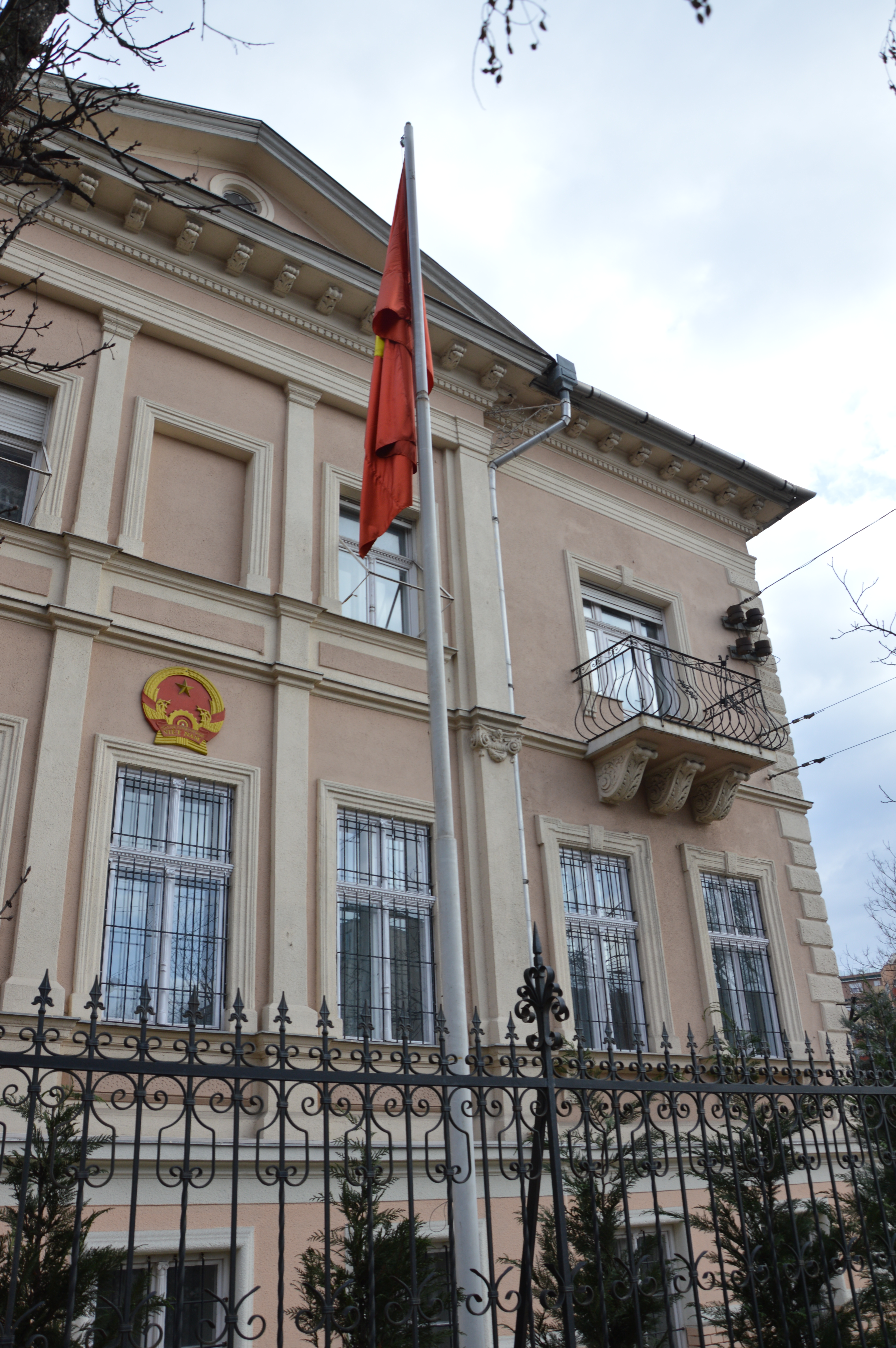
Посольство В'єтнаму
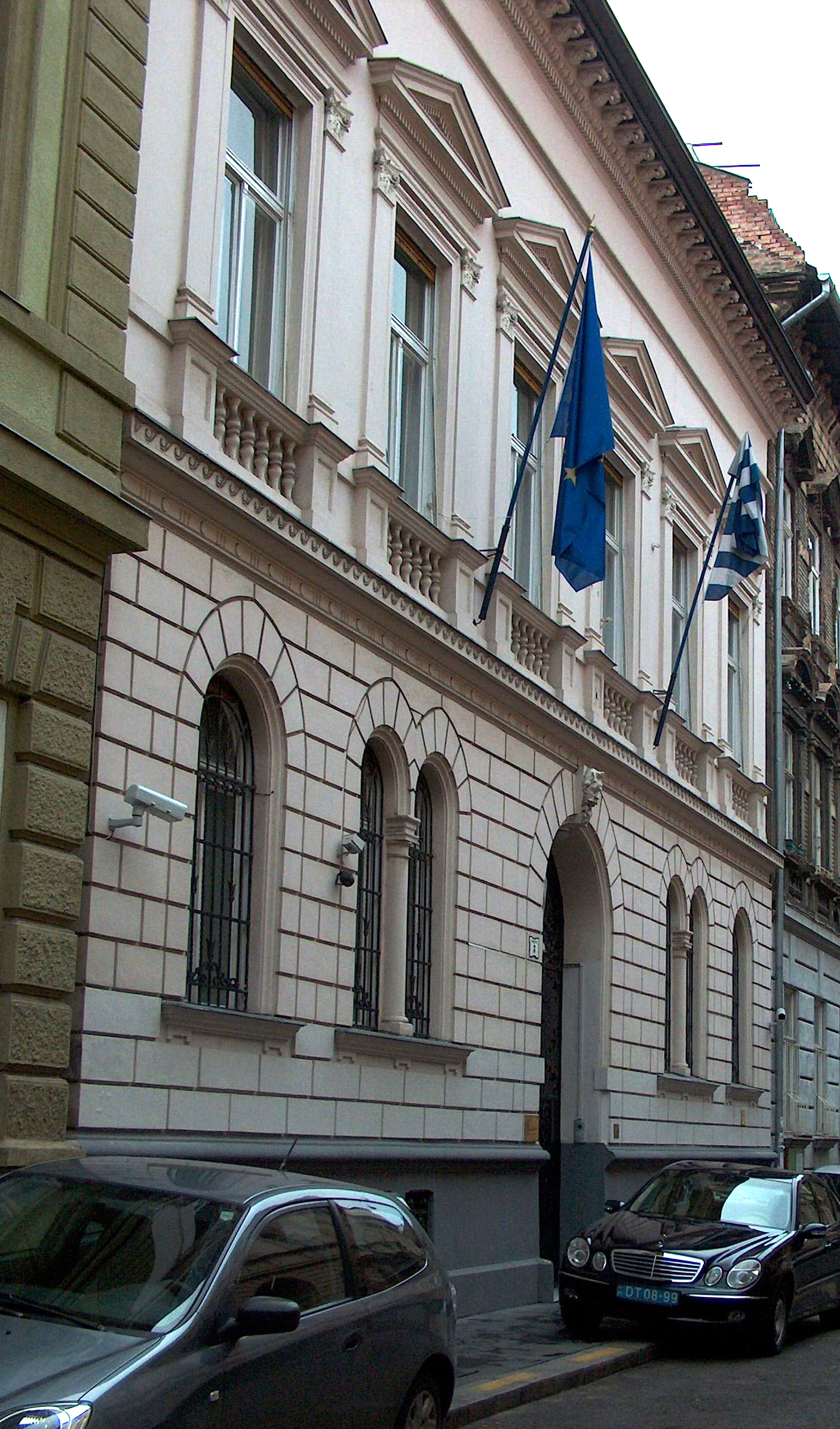
Посольство Греції
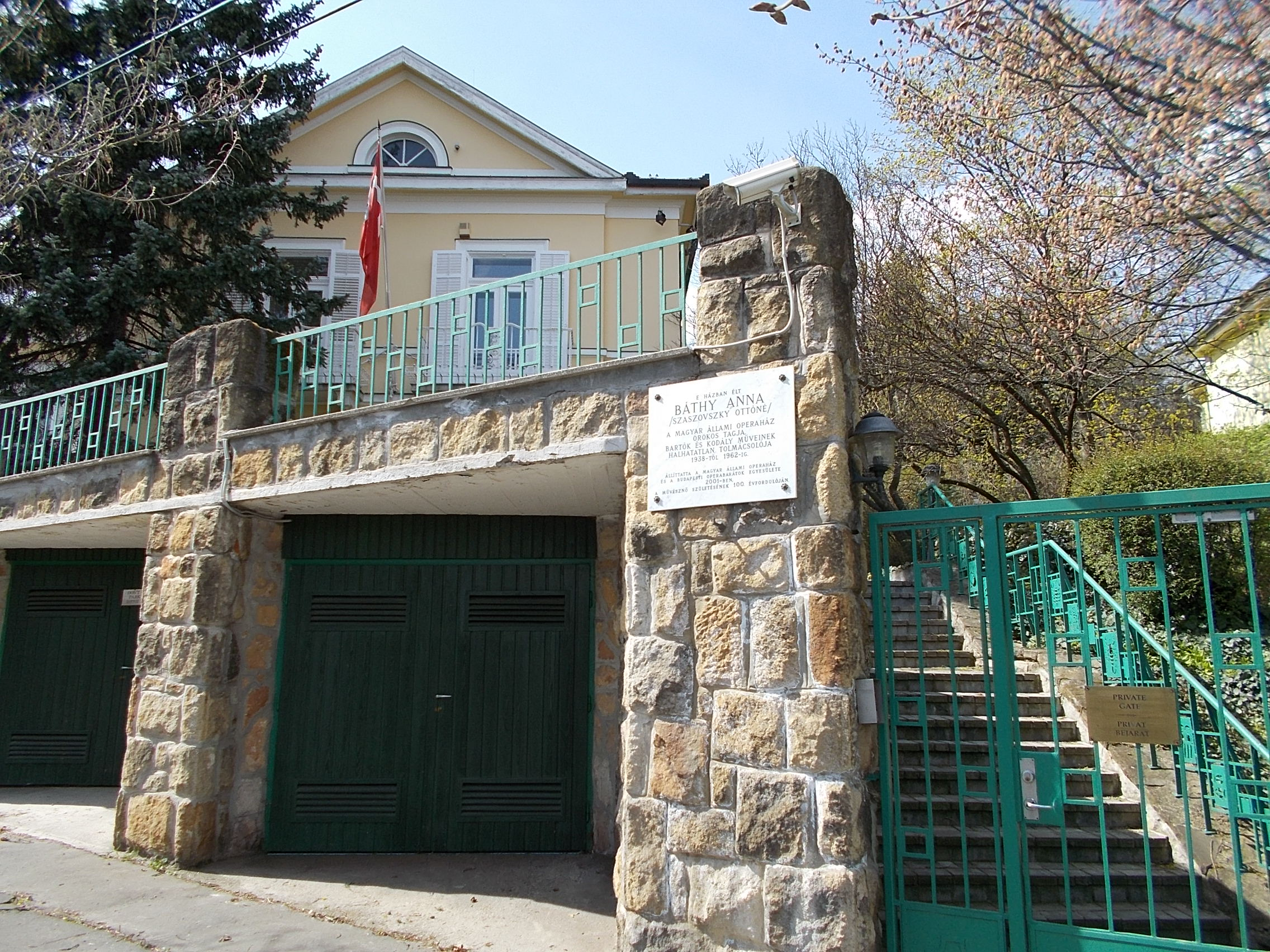
Посольство Данії
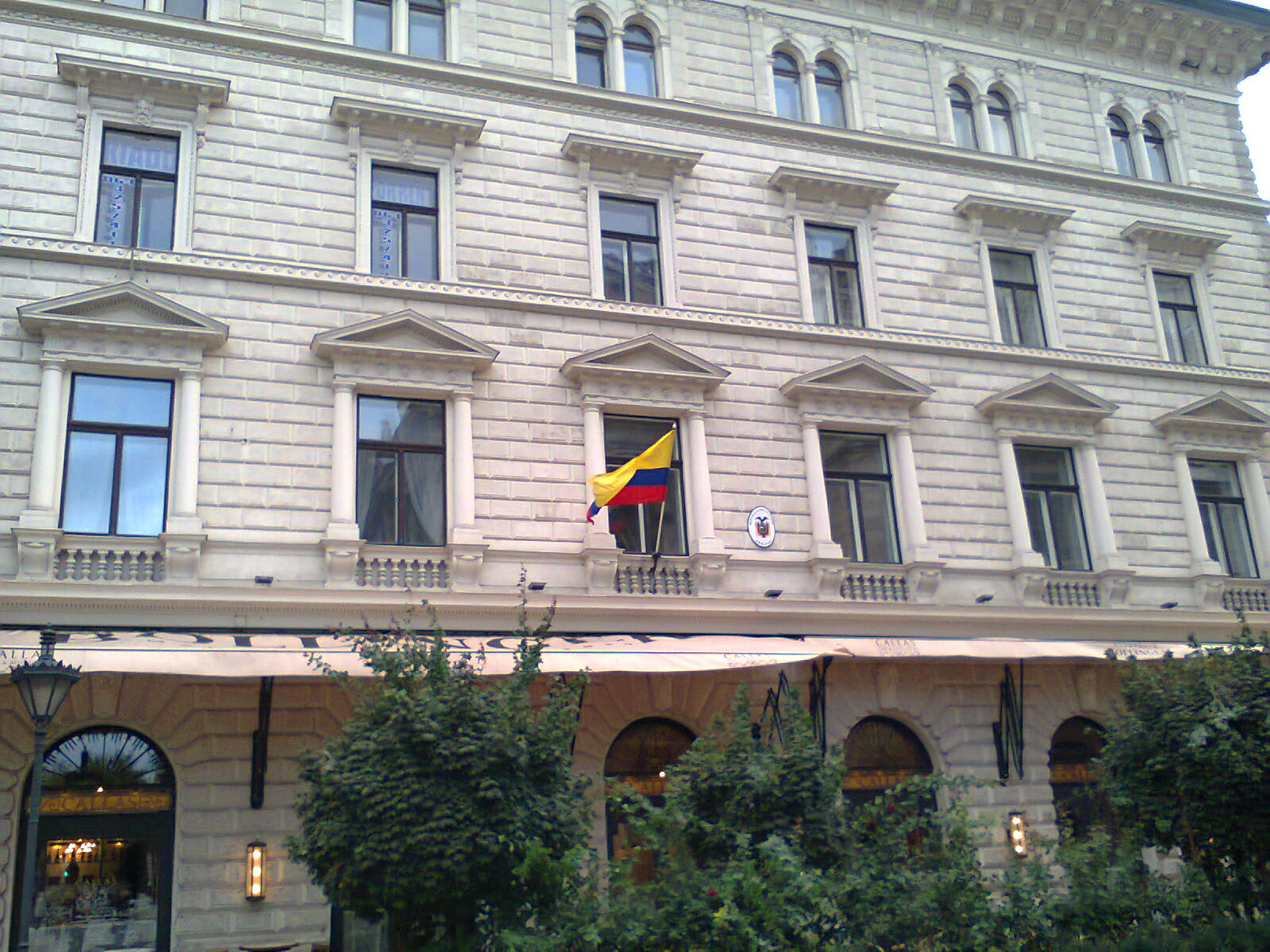
Посольство Еквадору
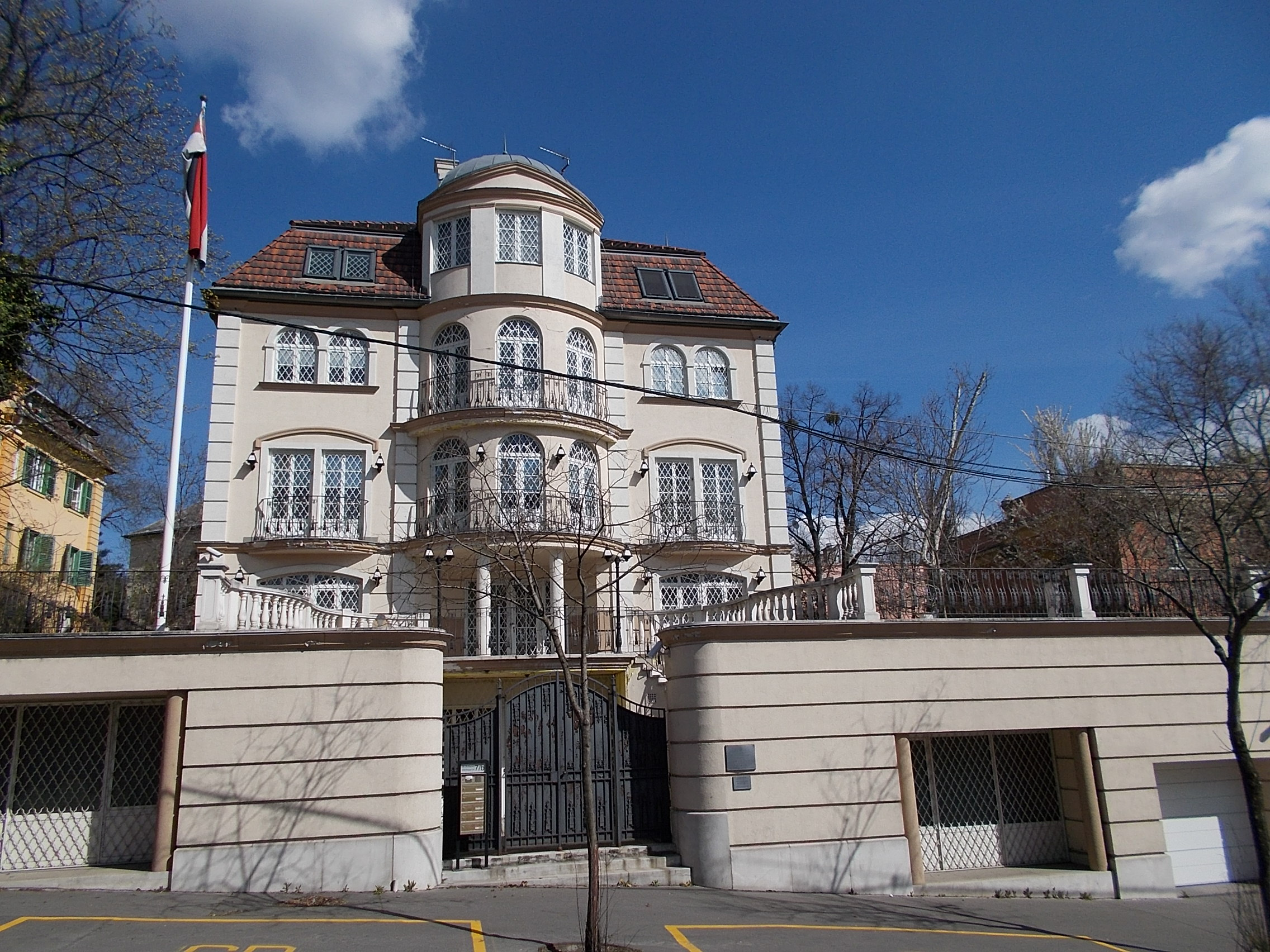
Посольство Єгипту
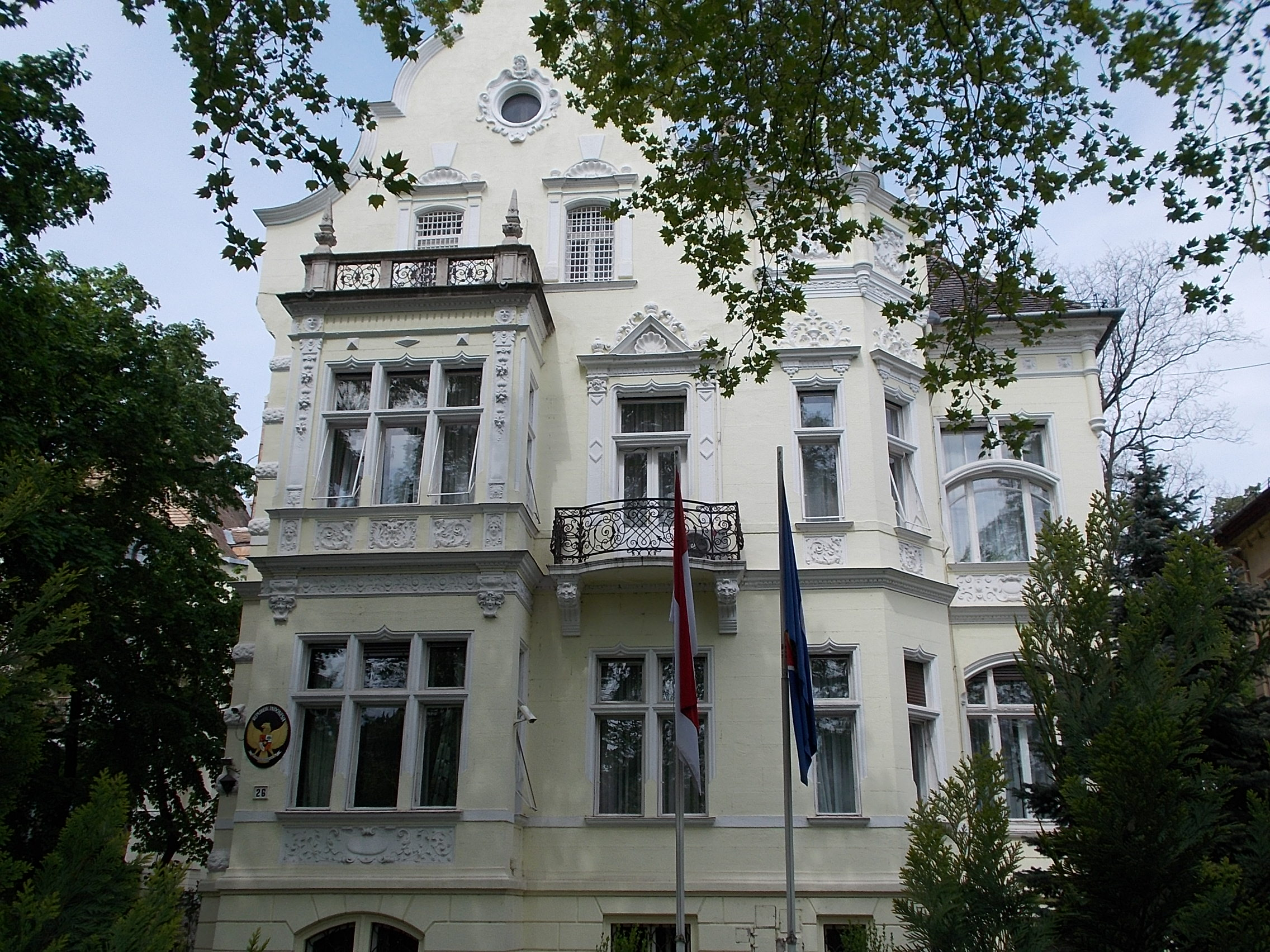
Посольство Індонезії
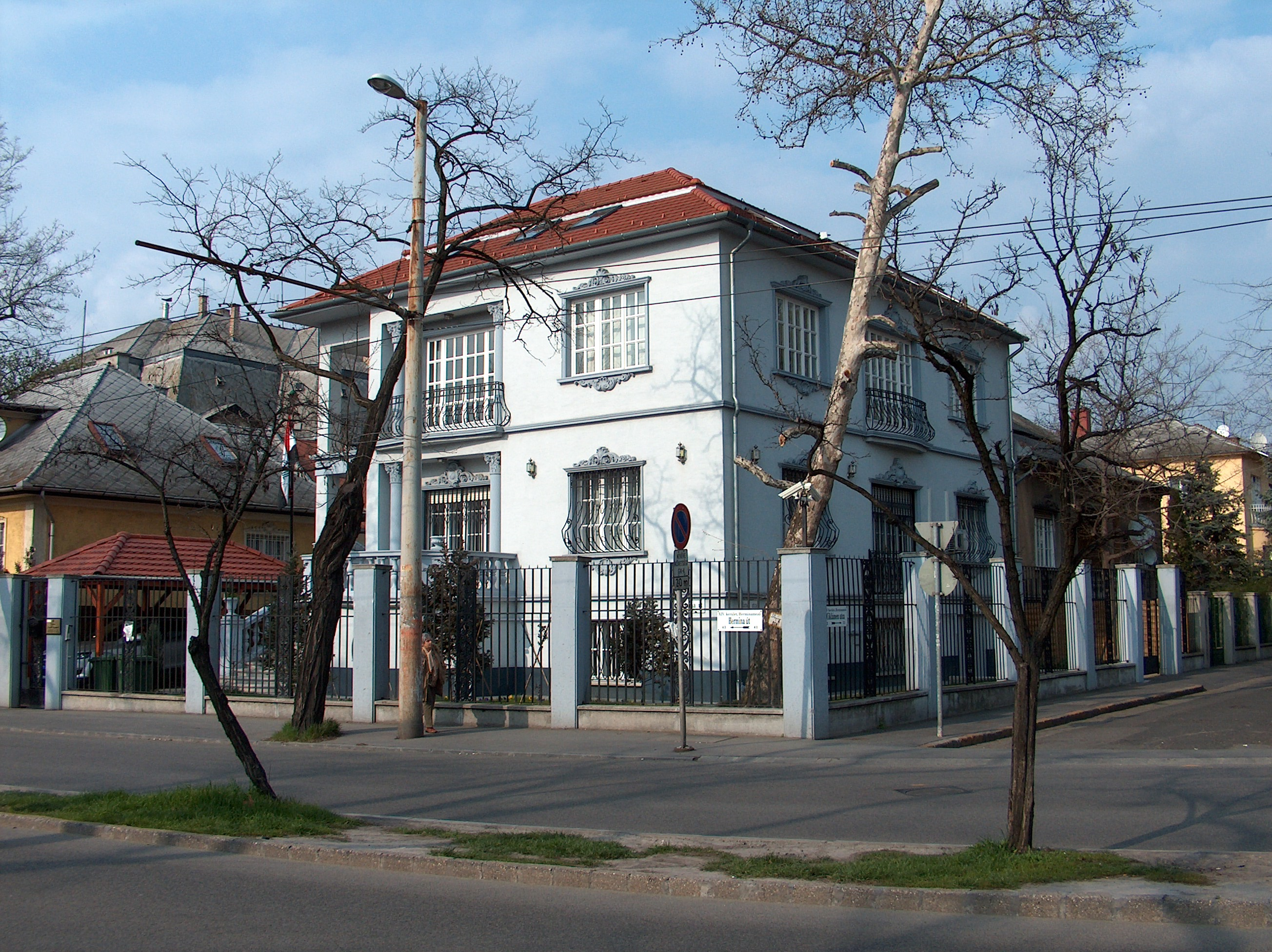
Посольство Іраку
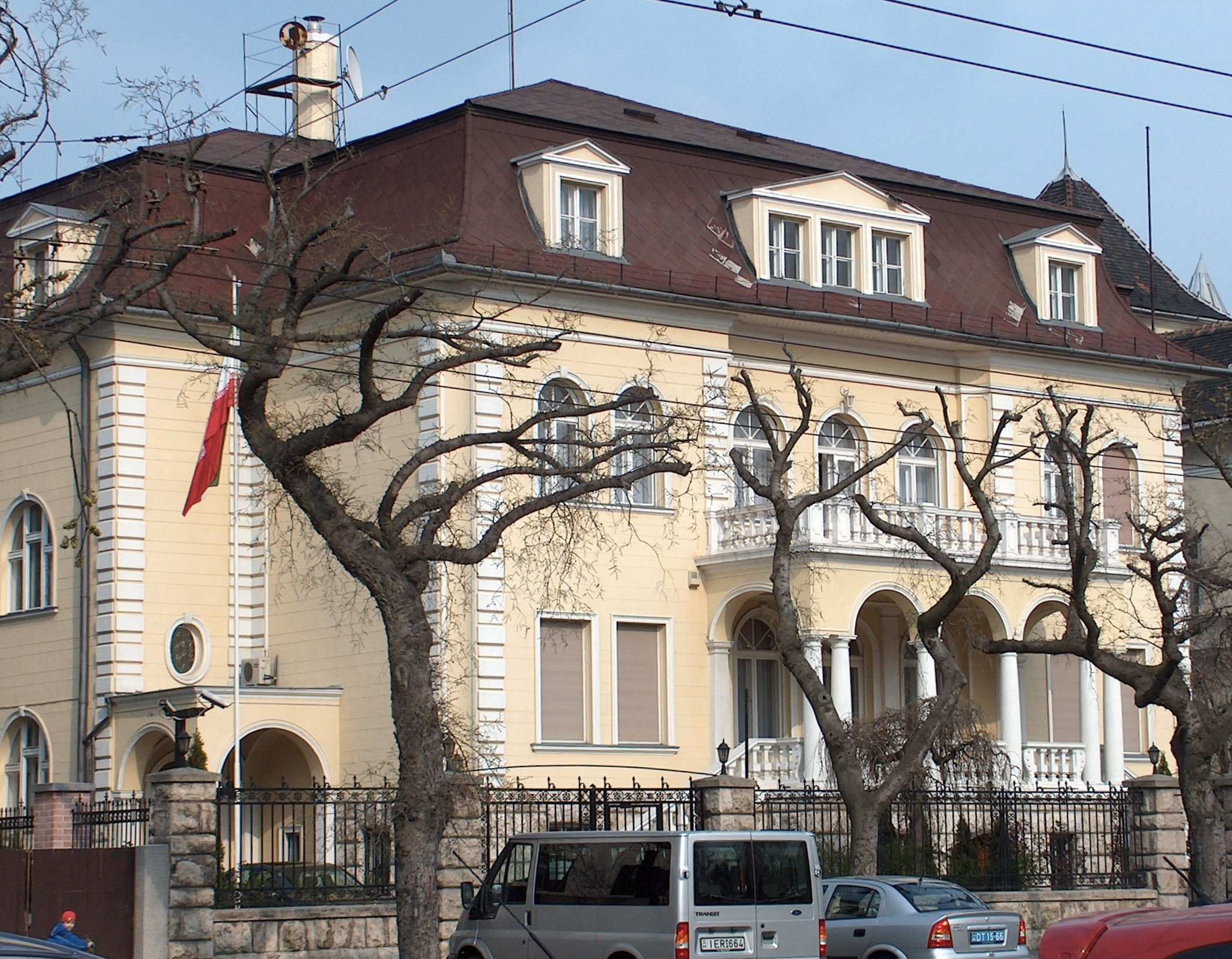
Посольство Ірану
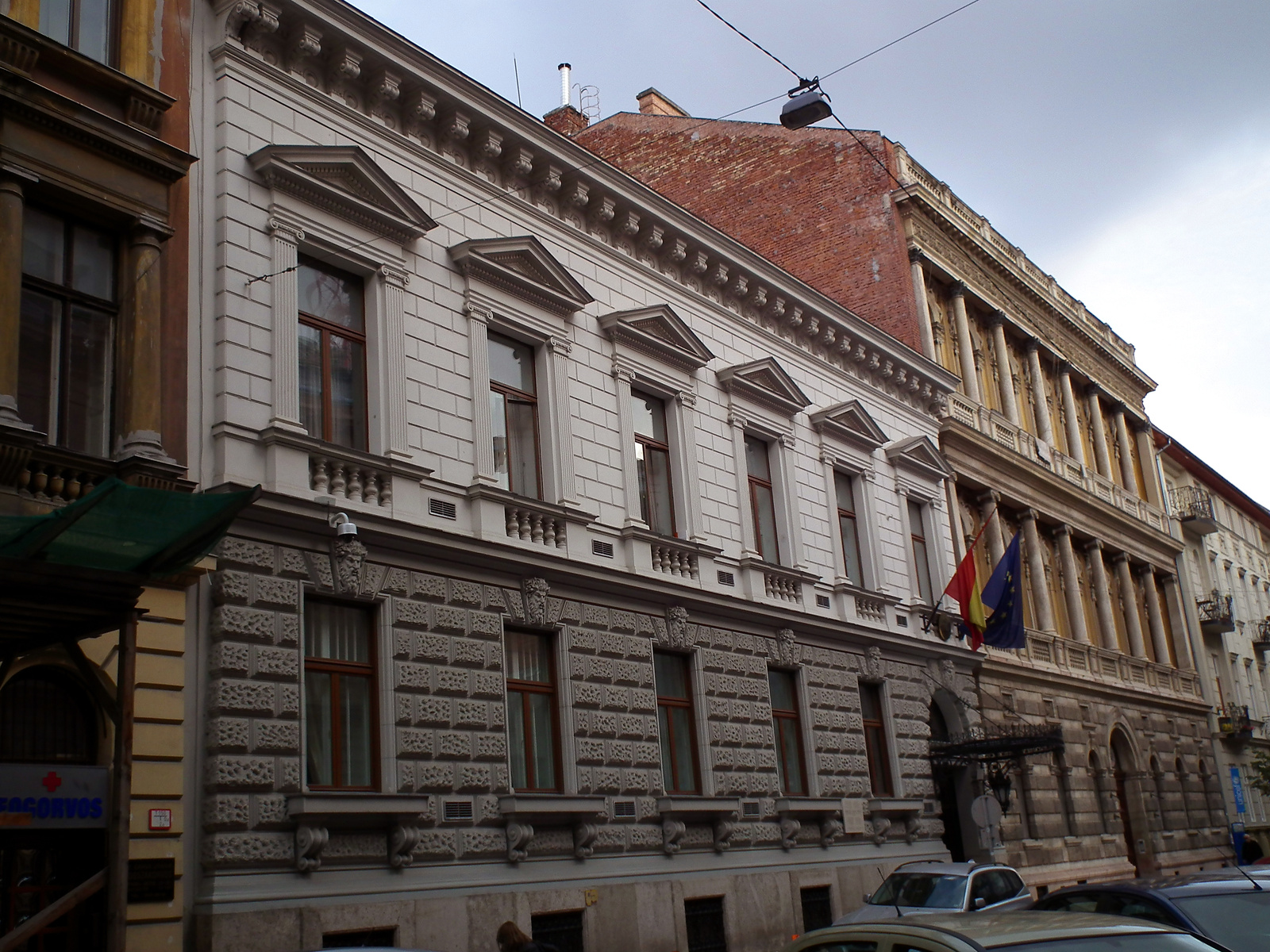
Посольство Іспанії
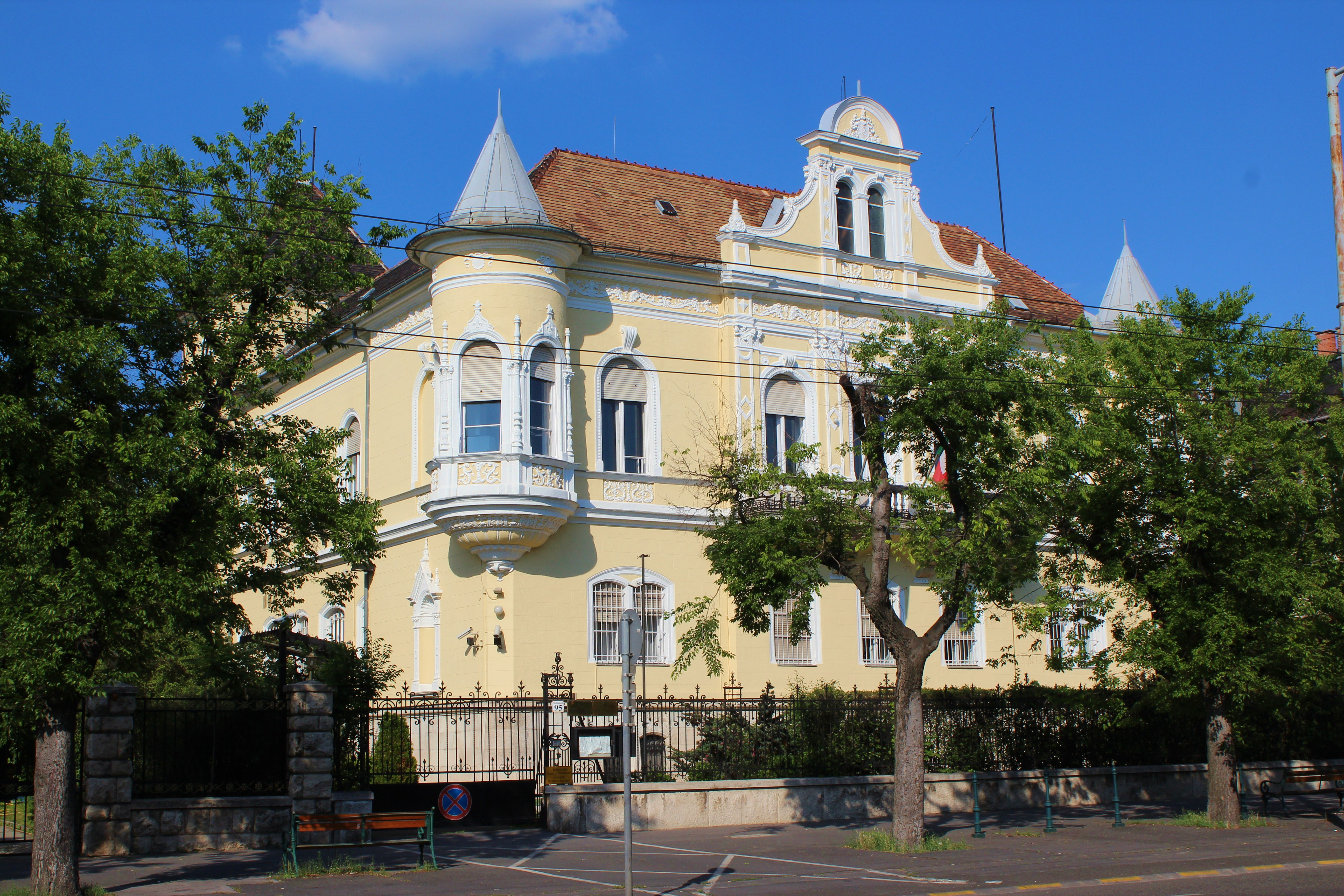
Посольство Італії
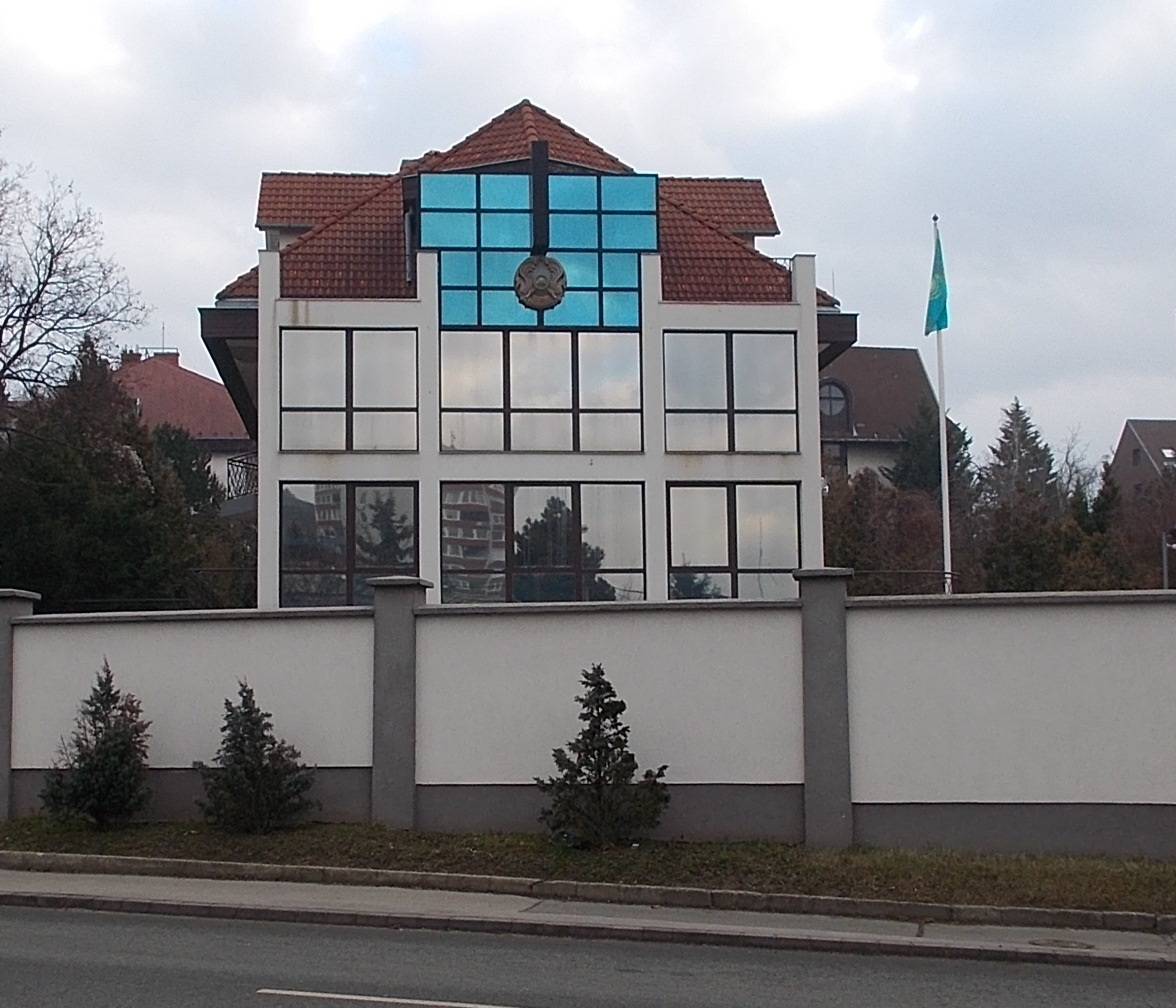
Посольство Казахстану
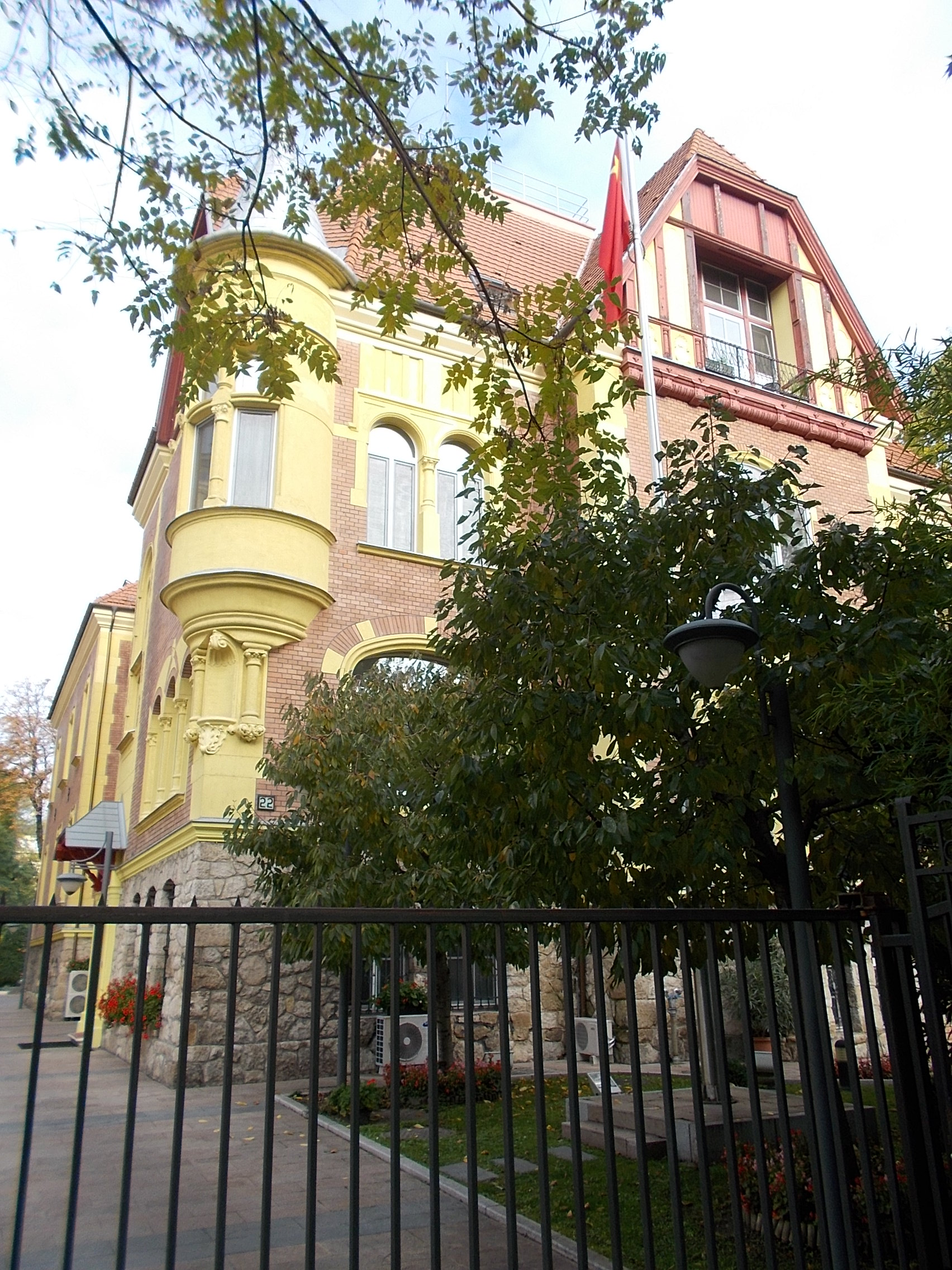
Посольство Китаю
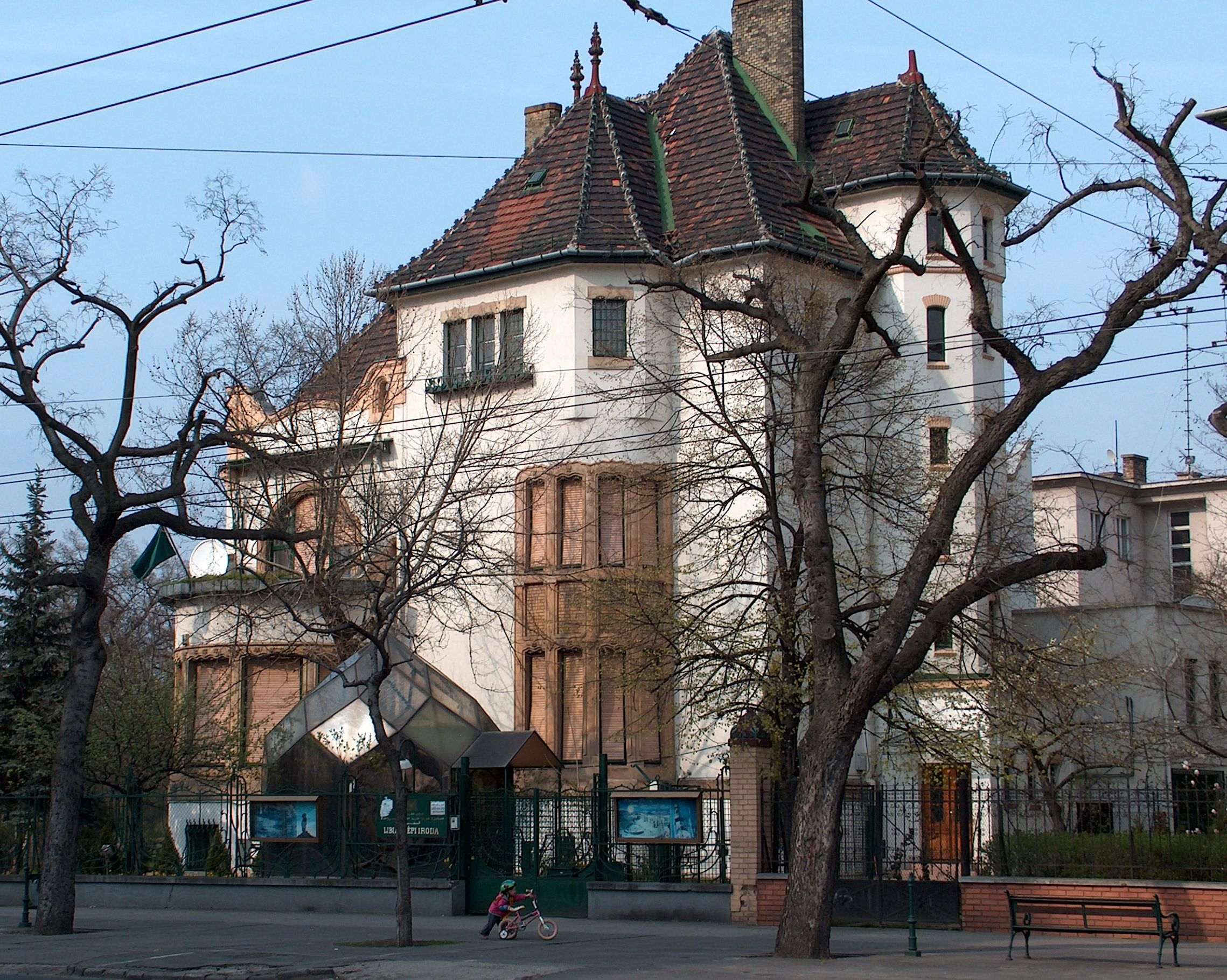
Посольство Лівії
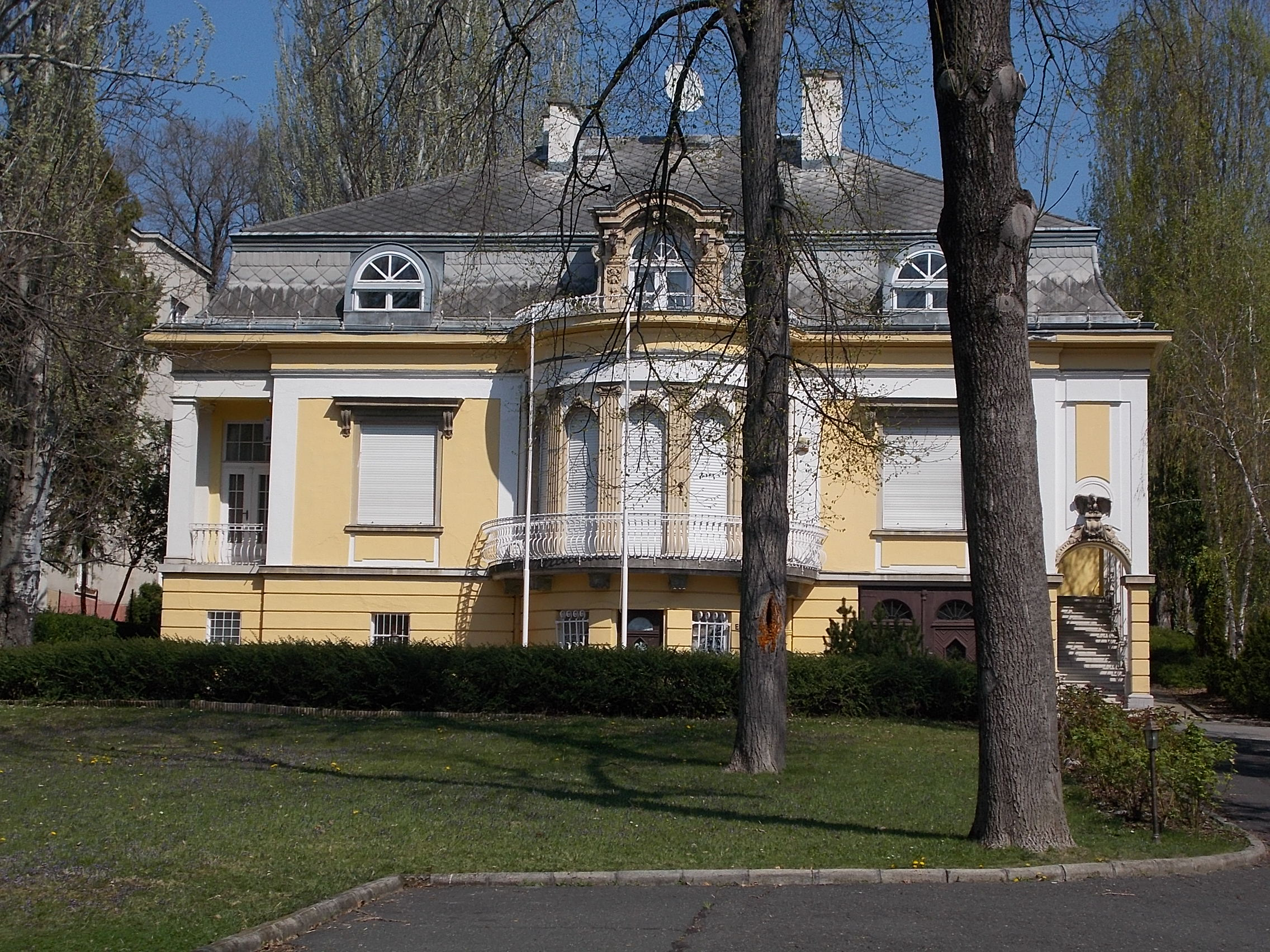
Посольство Малайзії
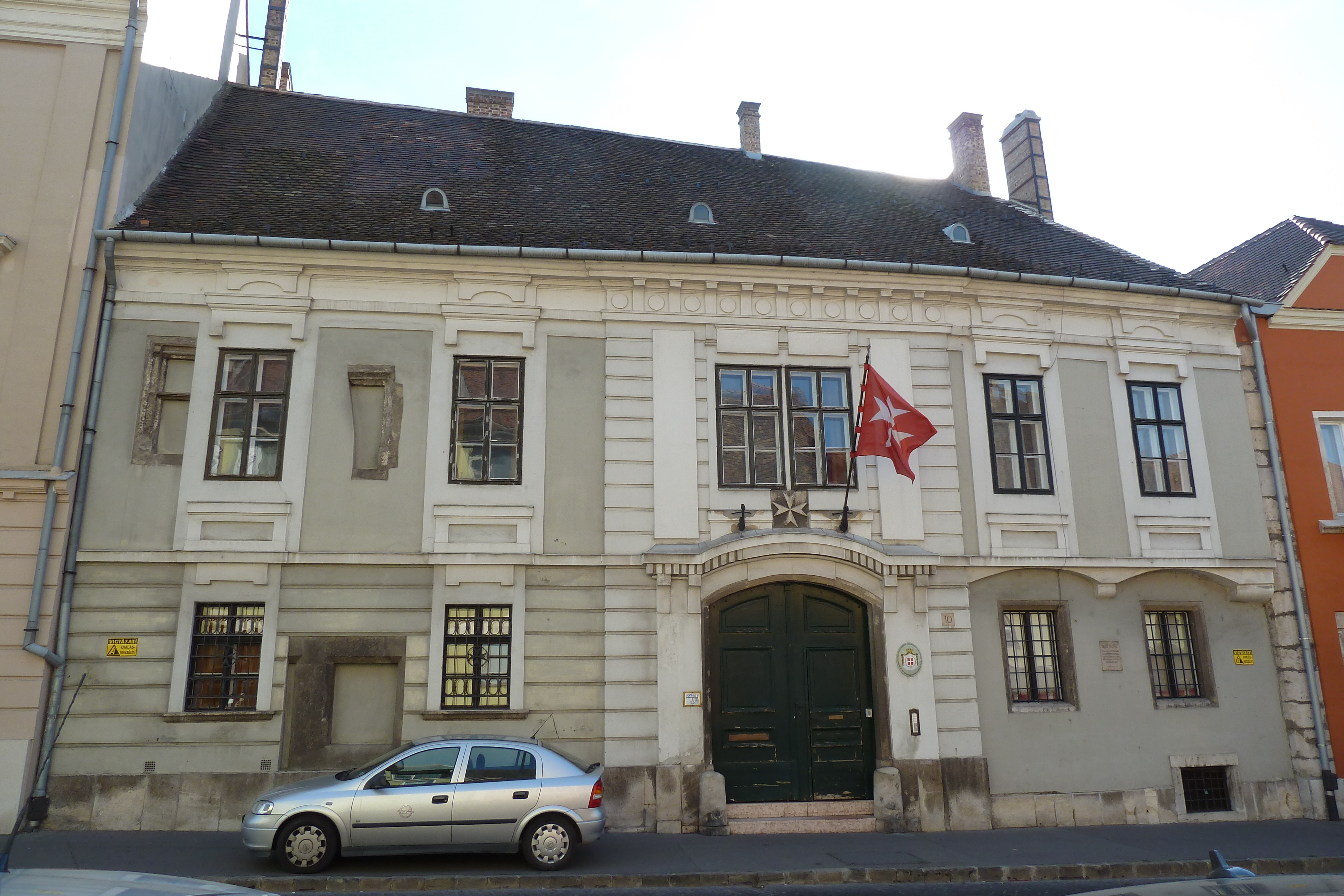
Посольство Мальтійського ордену
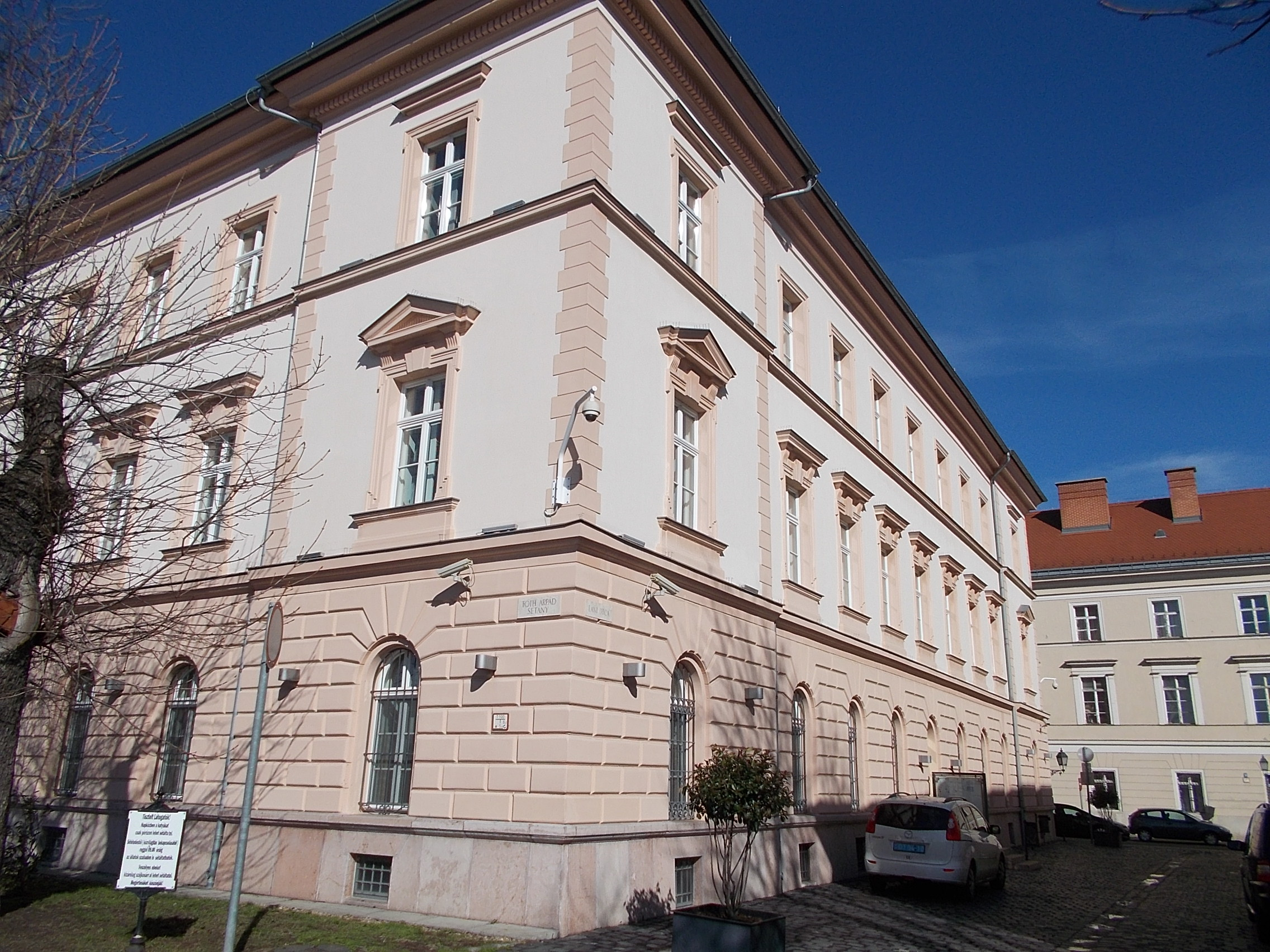
Посольство Німеччини
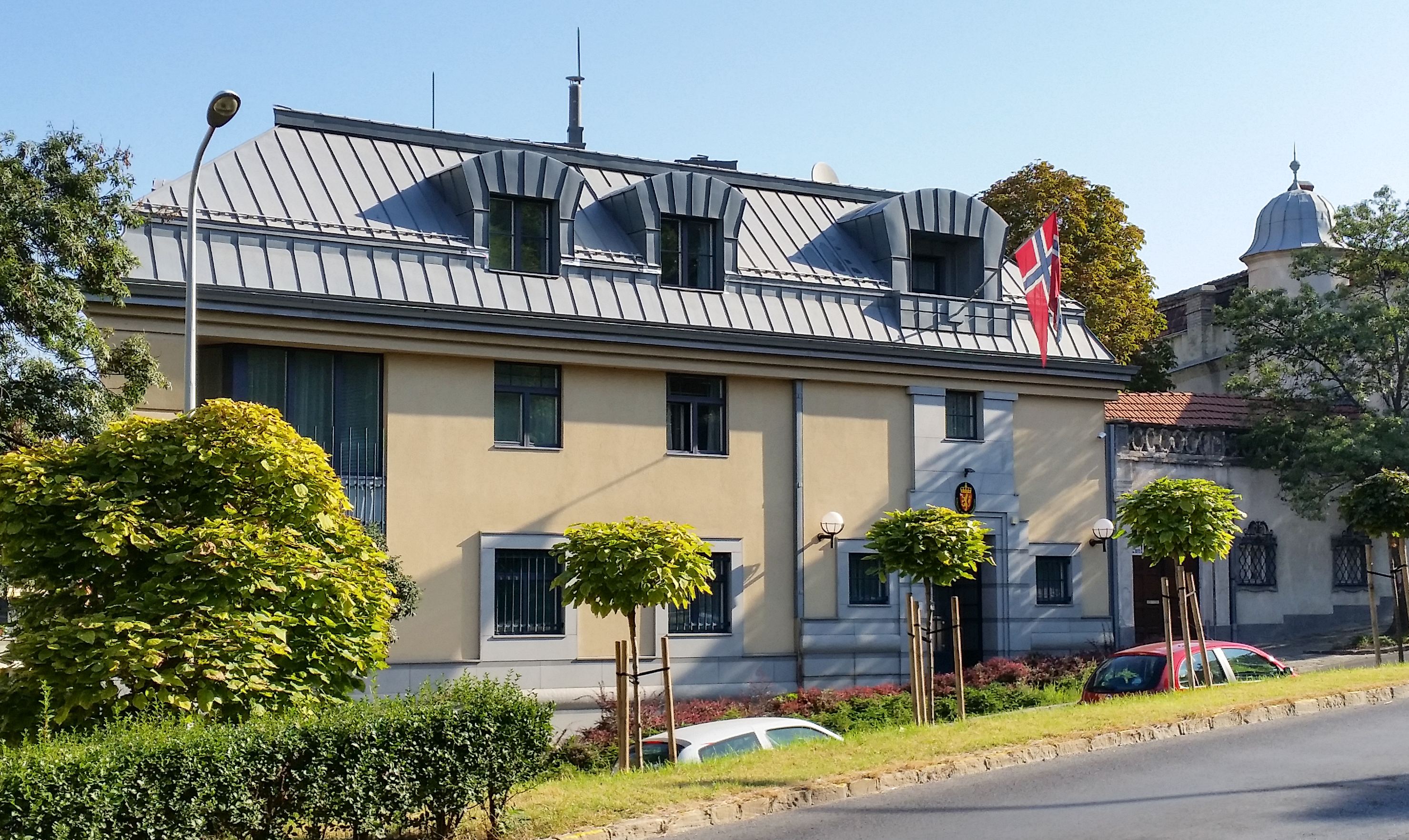
Посольство Норвегії
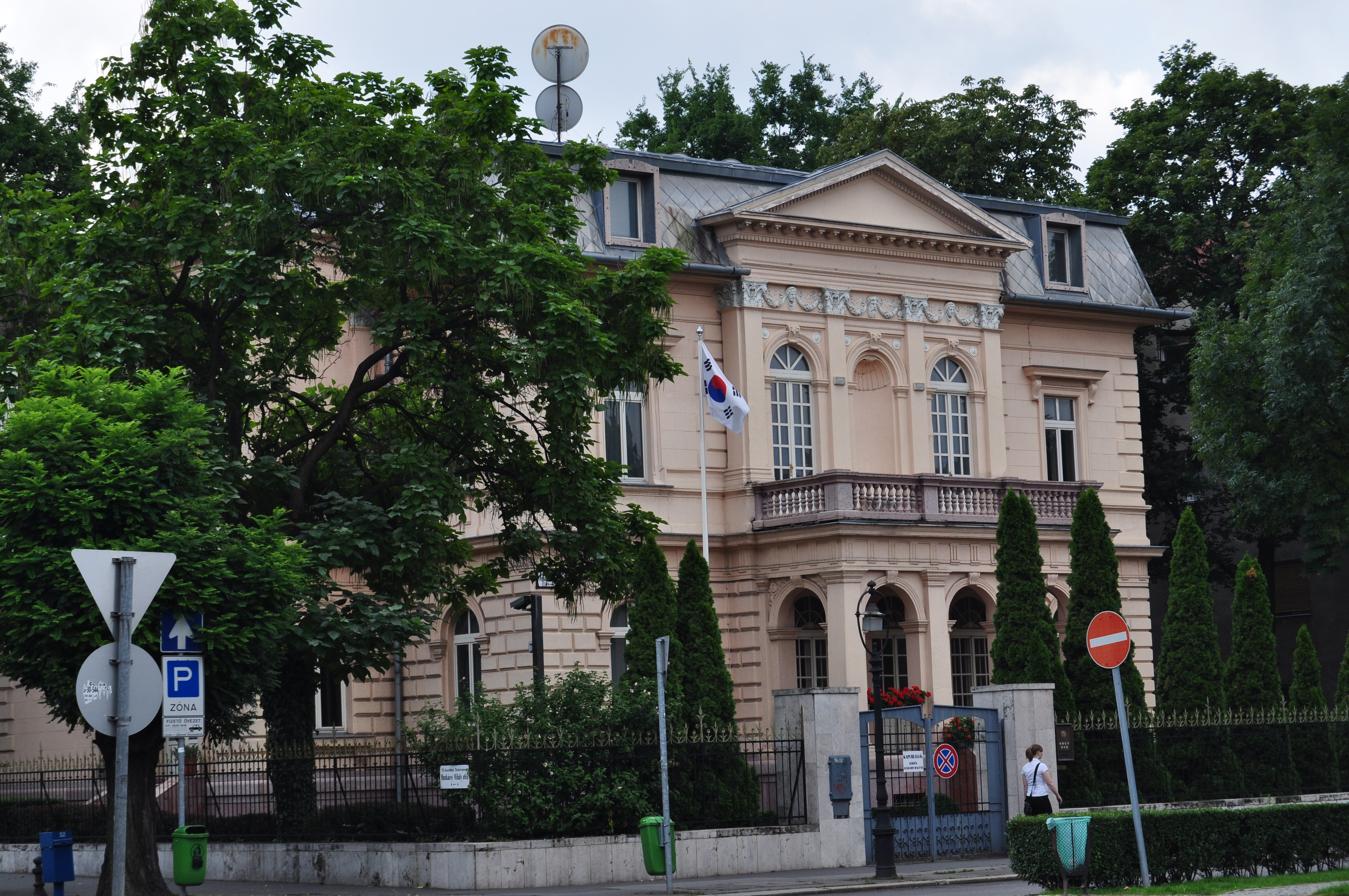
Посольство Південної Кореї
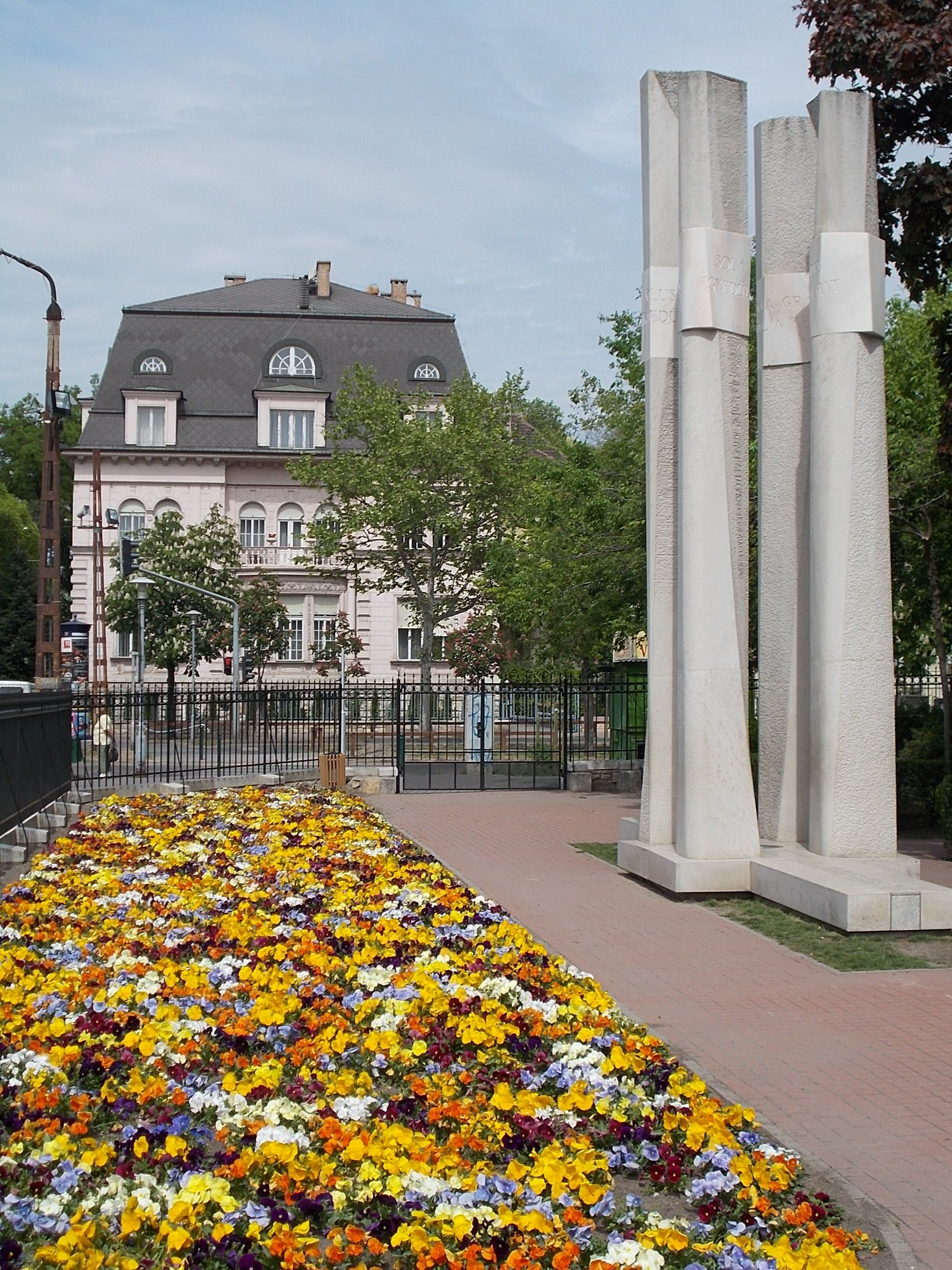
Посольство Польщі
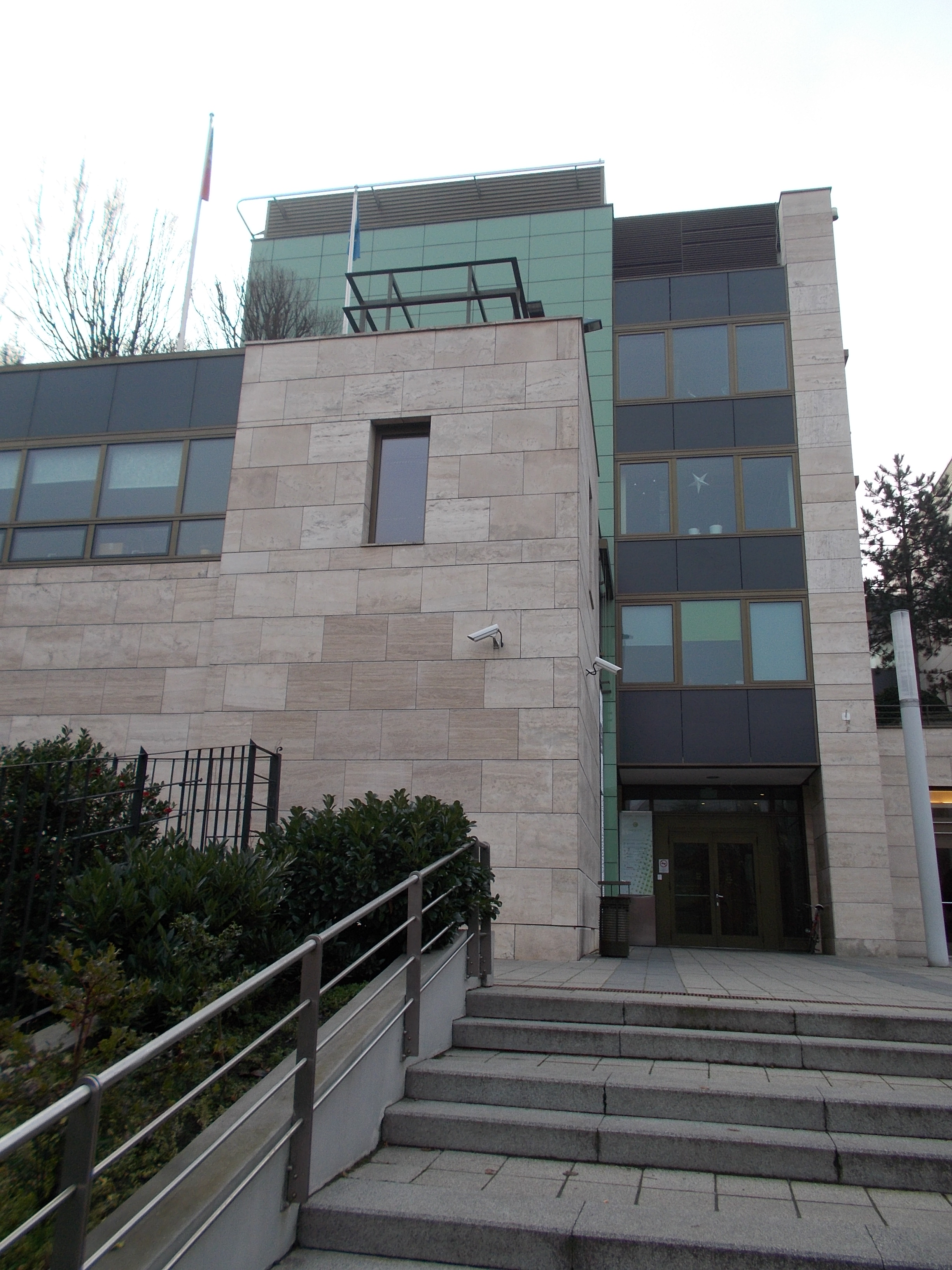
Посольство Португалії
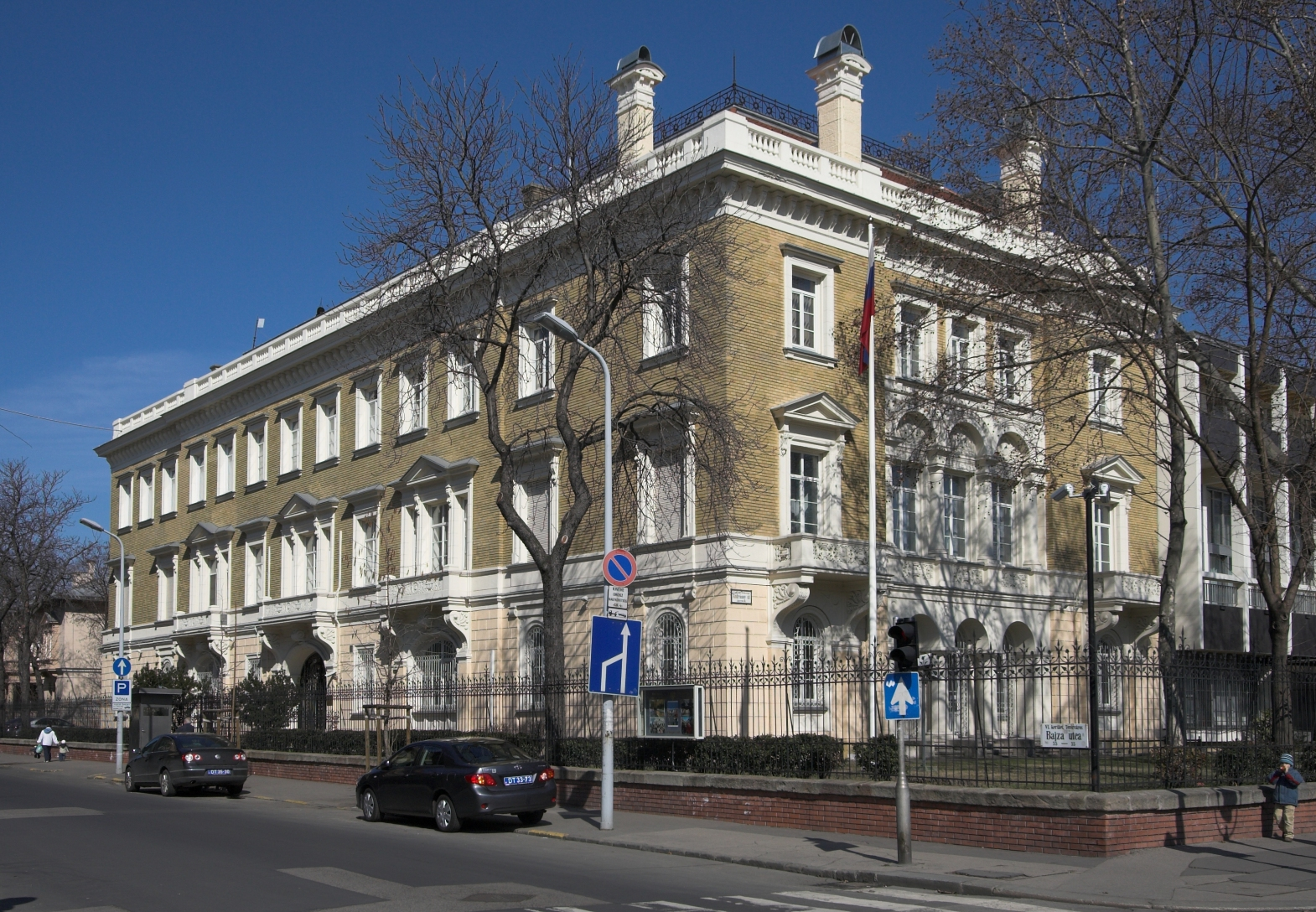
Посольство Росії
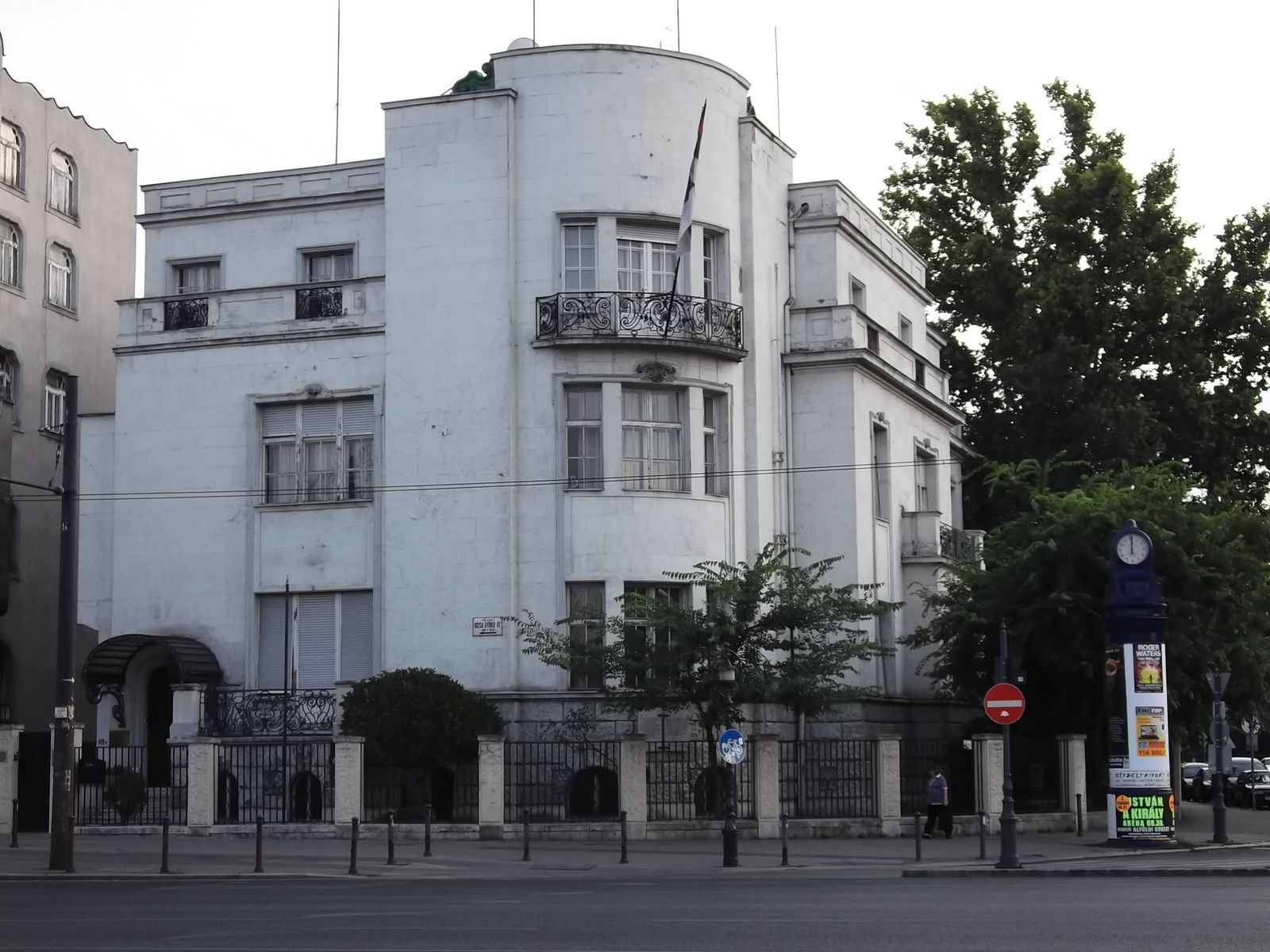
Посольство Сербії
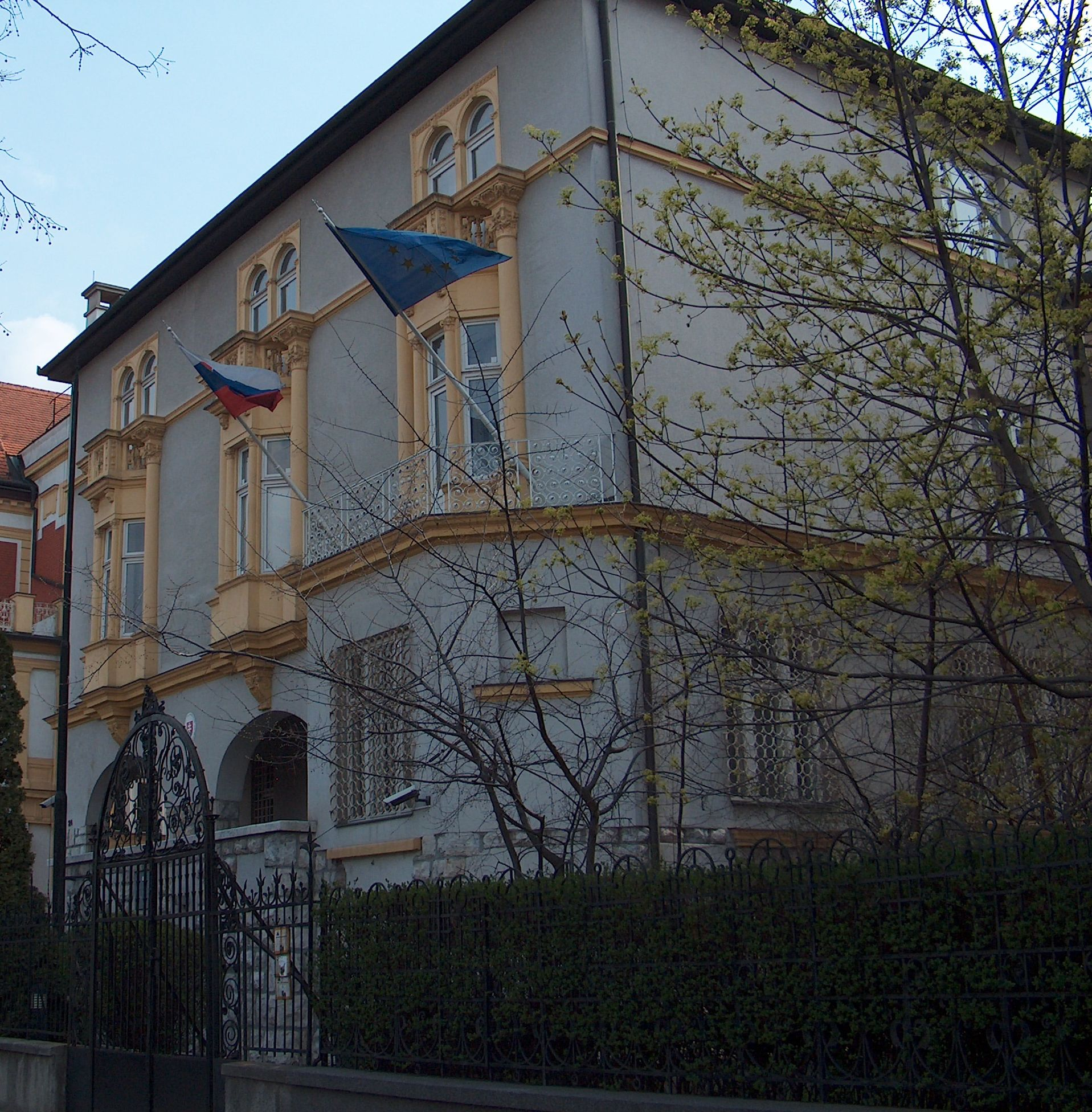
Посольство Словаччини
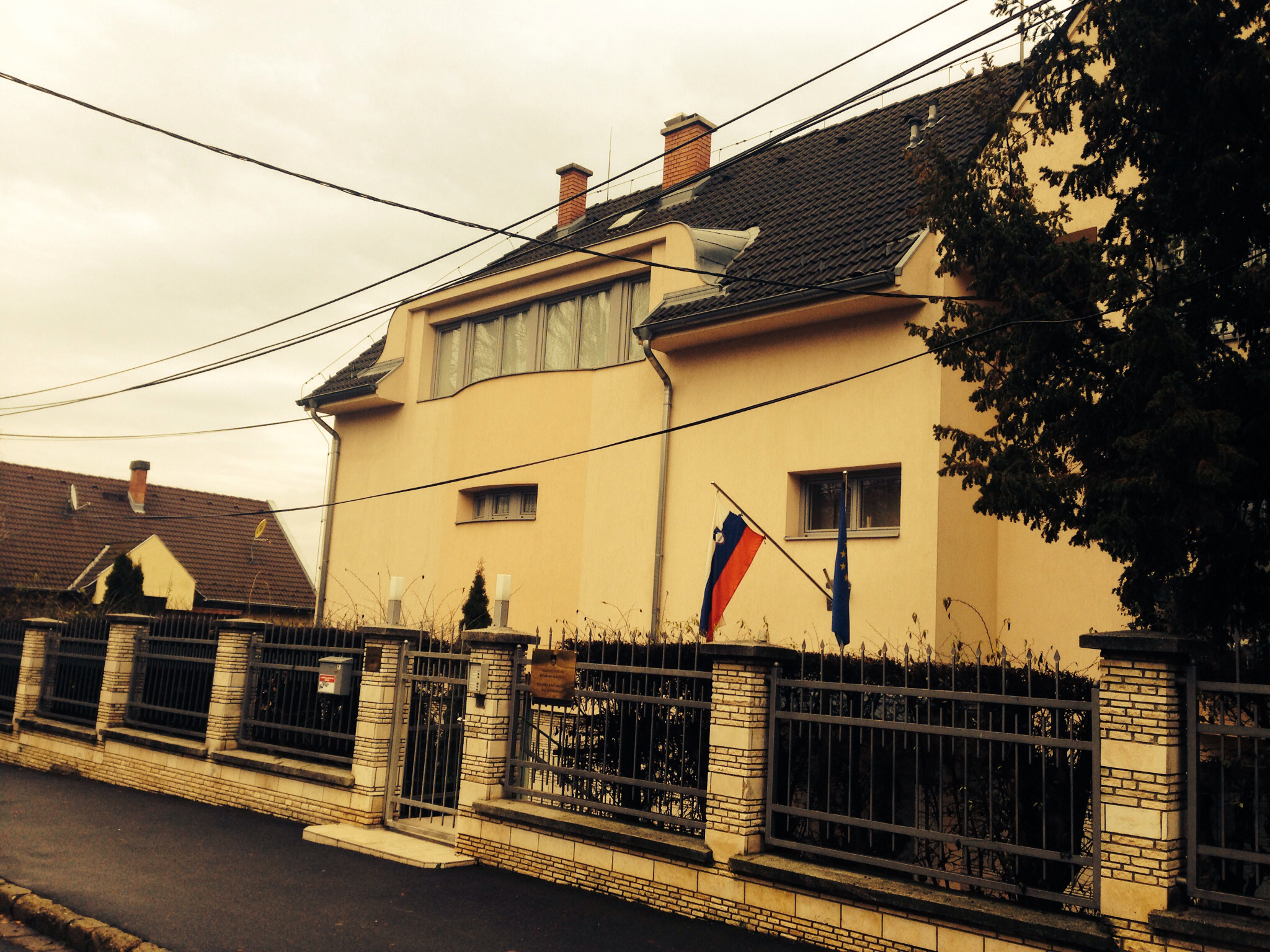
Посольство Словенії
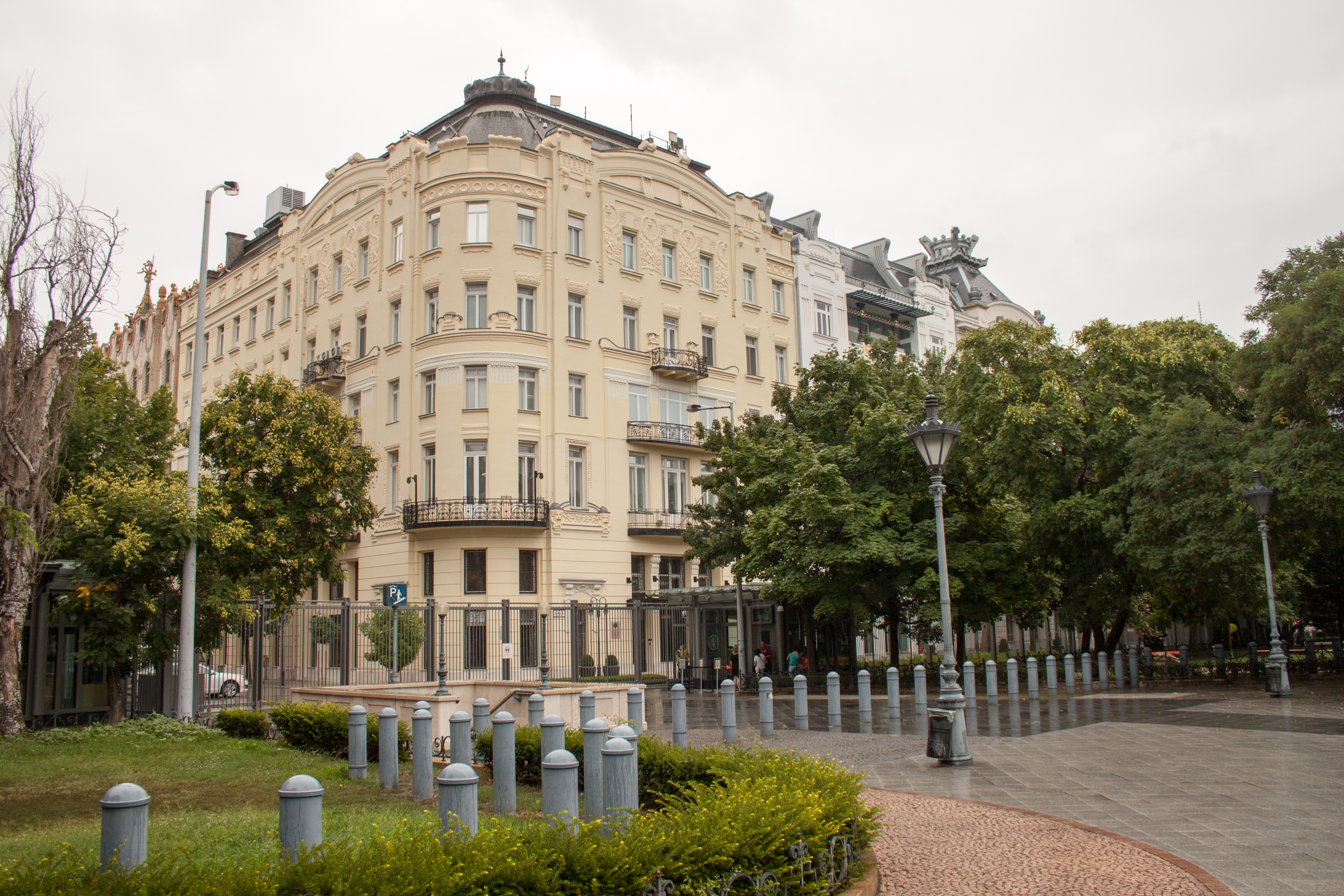
Посольство США
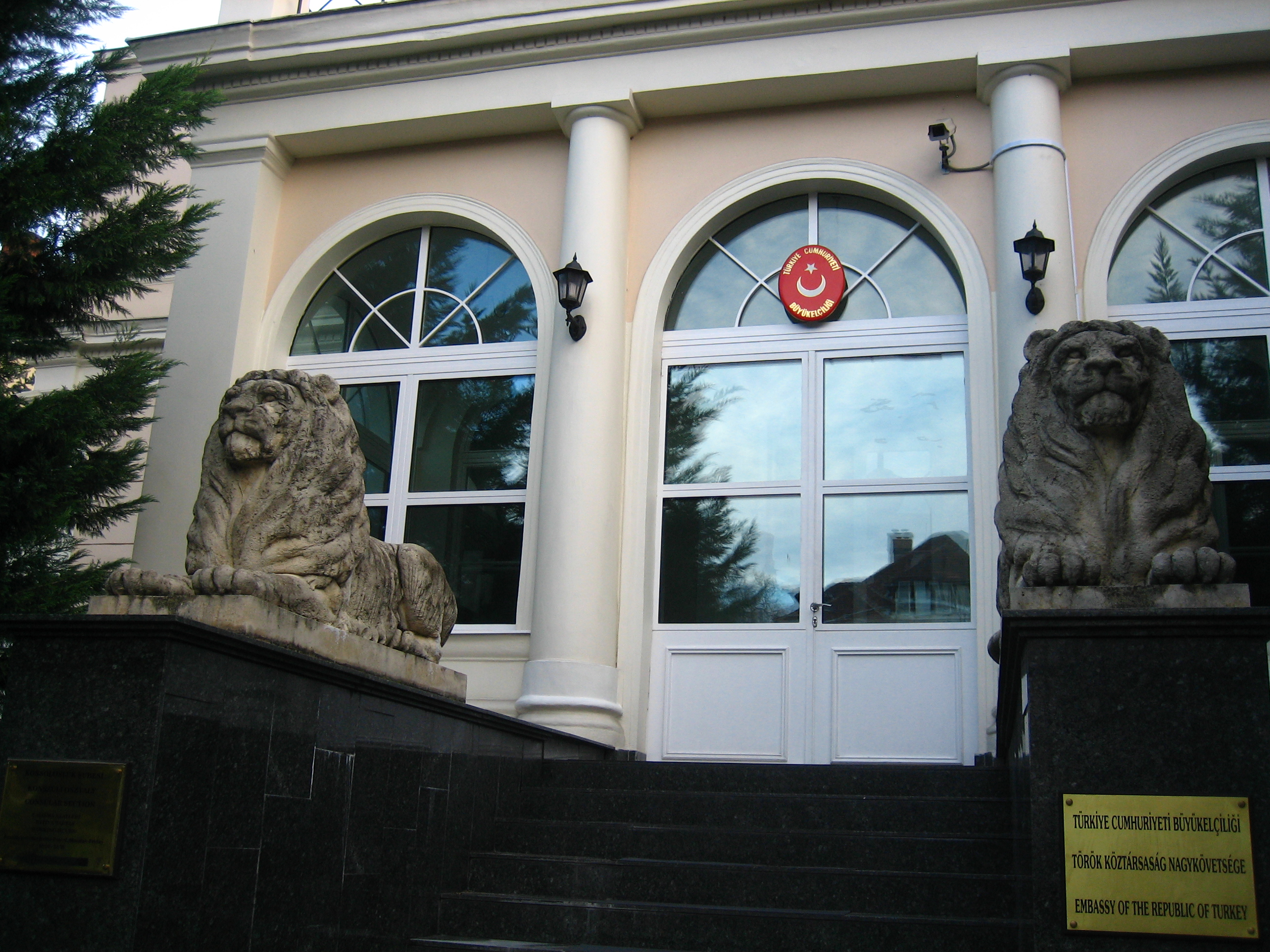
Посольство Туреччини
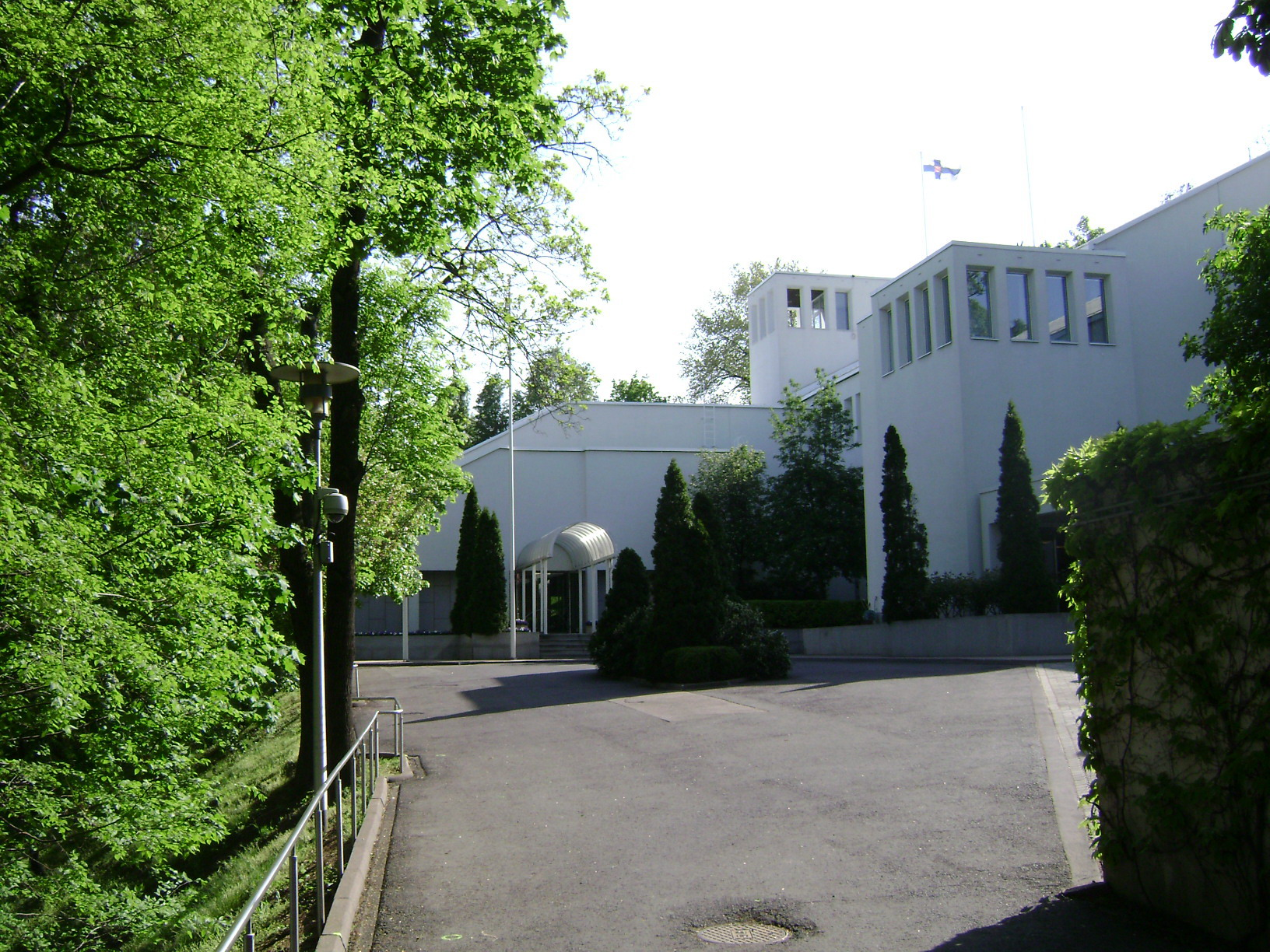
Посольство Фінляндії
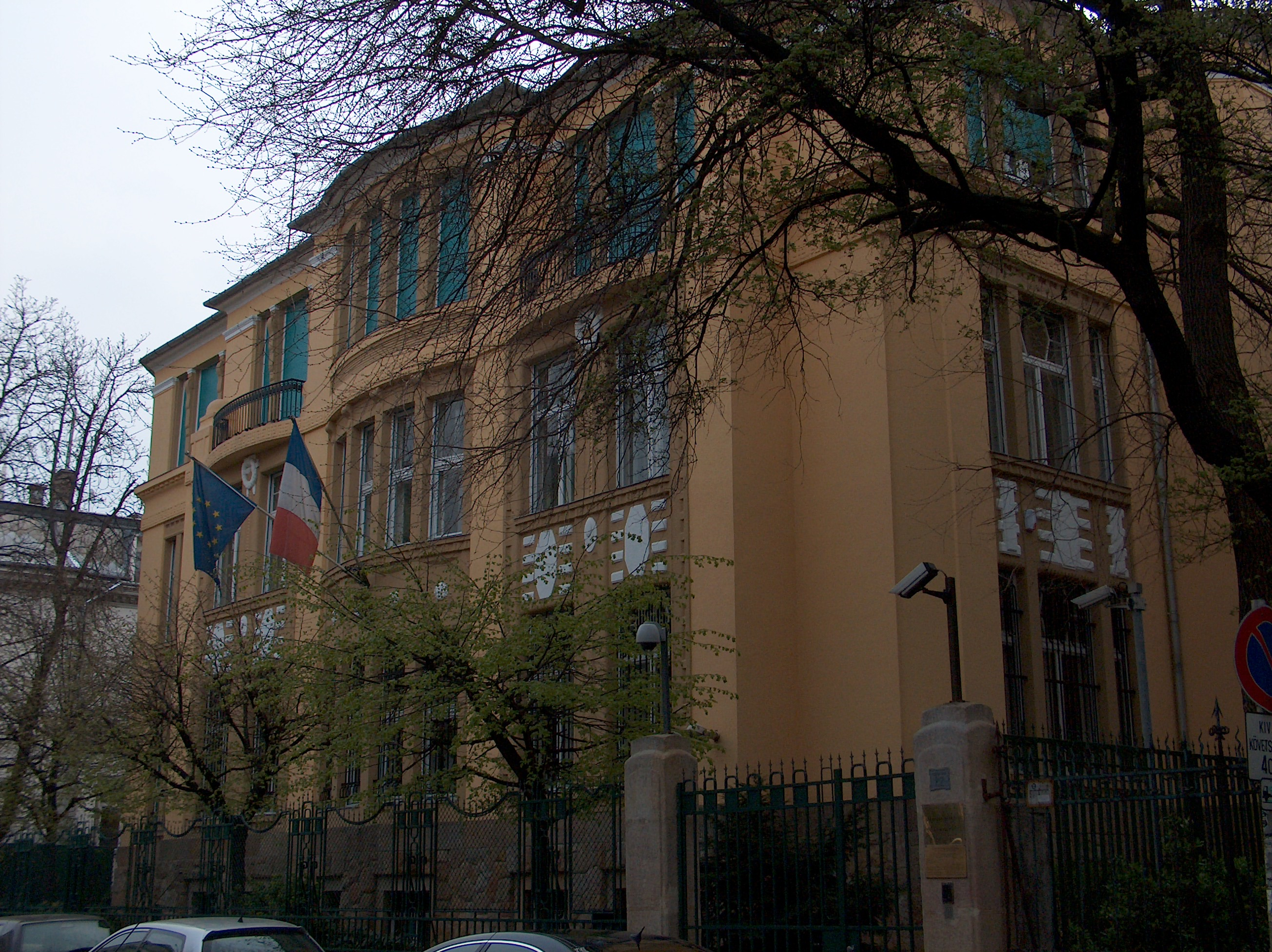
Посольство Франції
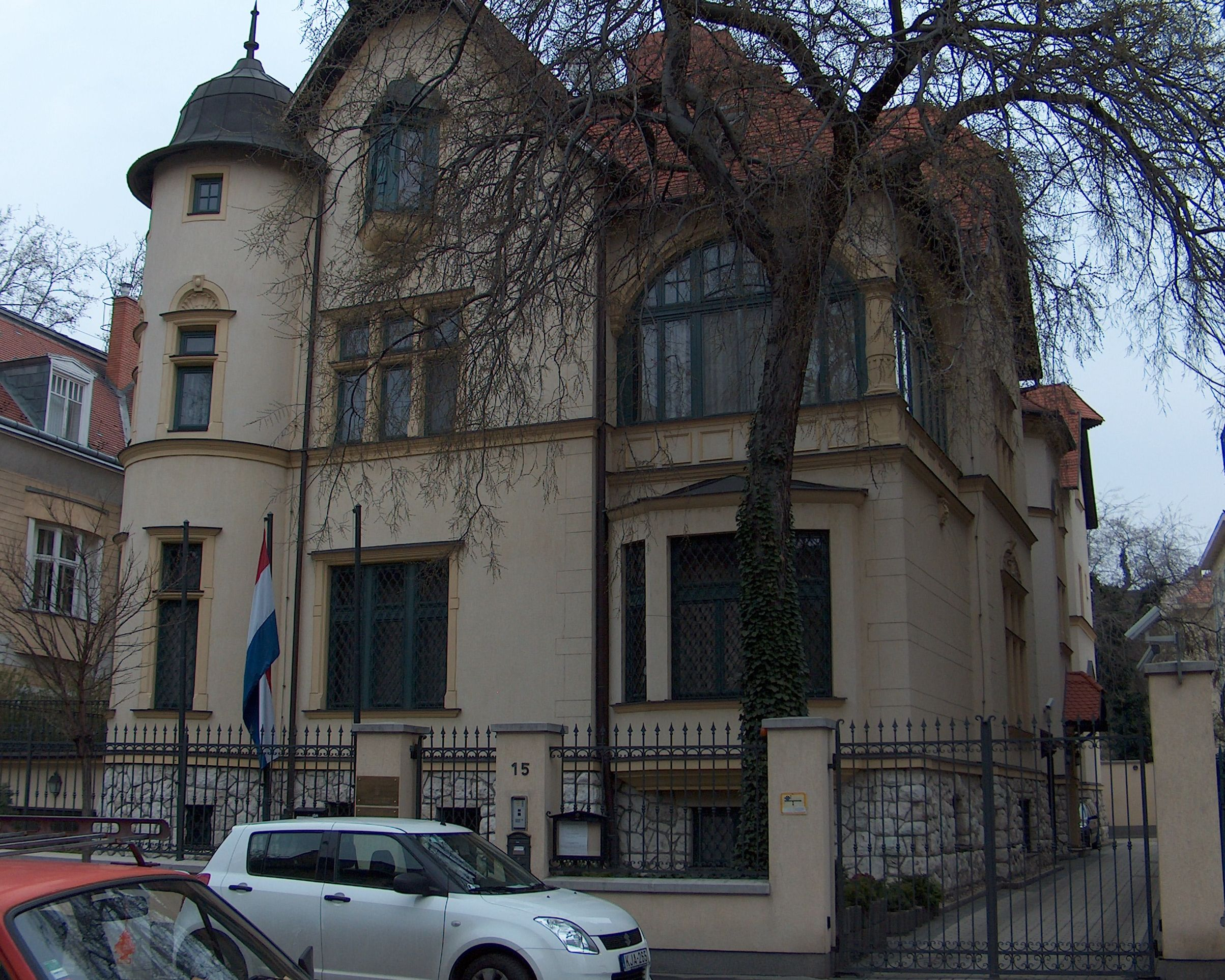
Посольство Хорватії
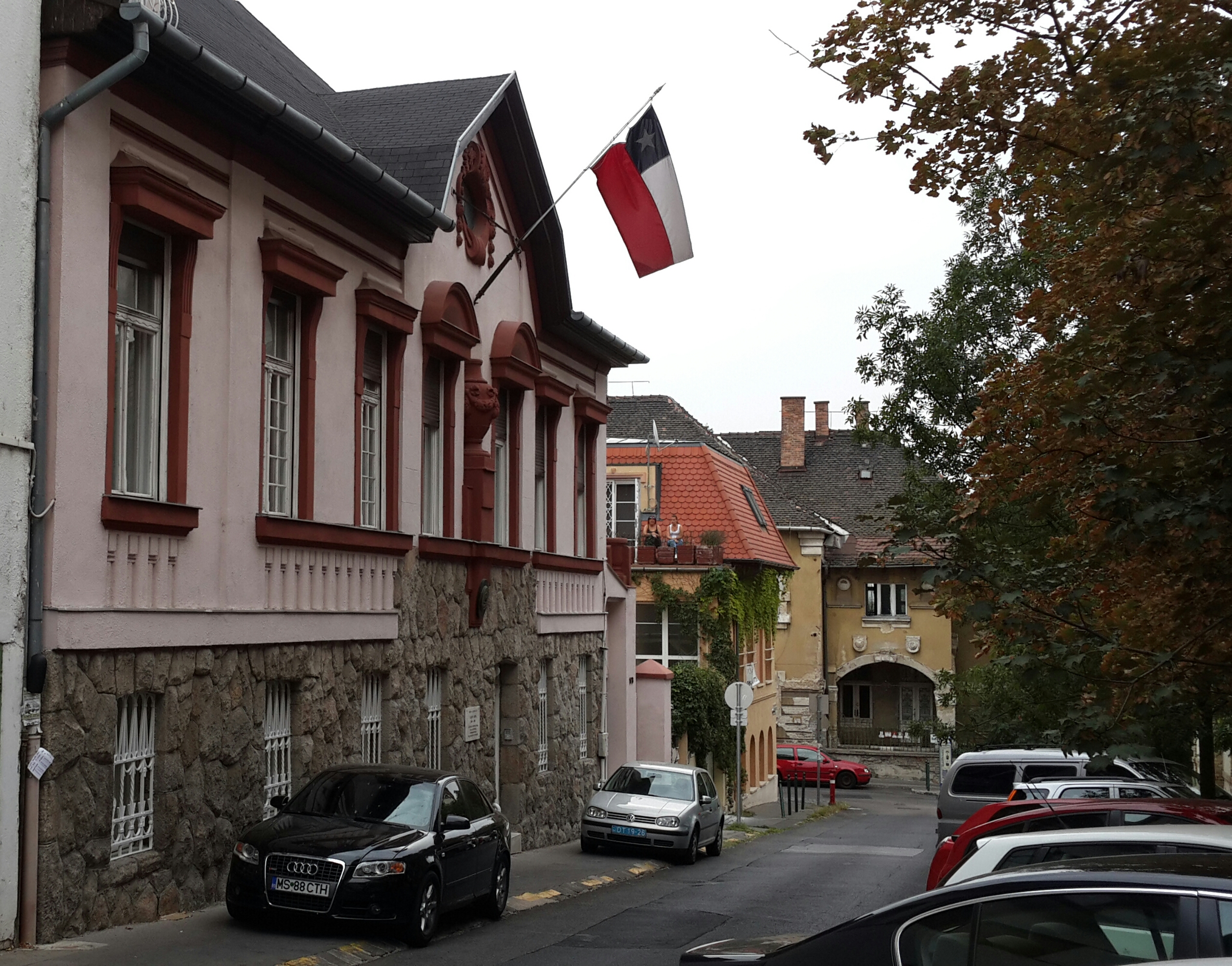
Посольство Чилі
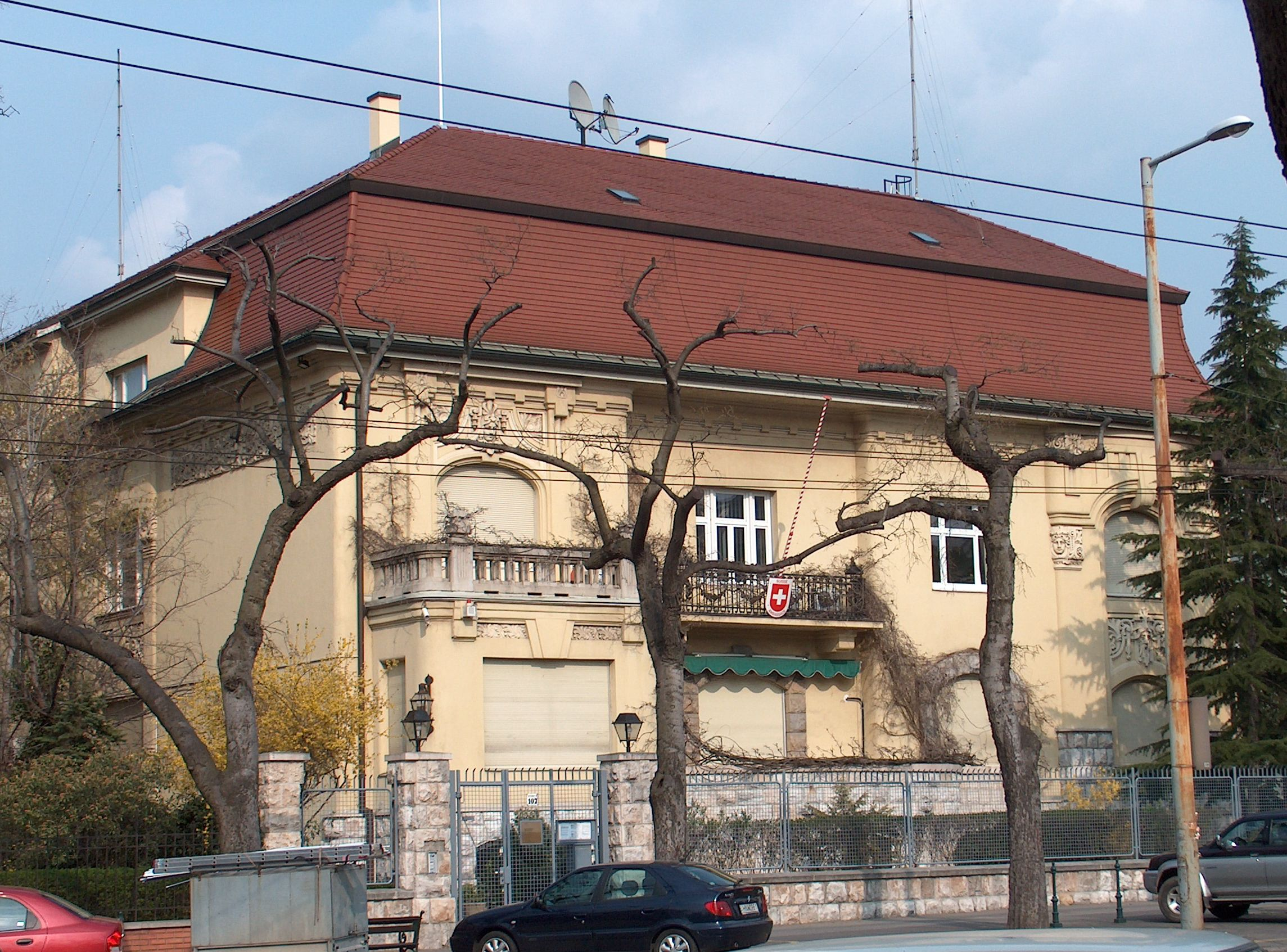
Посольство Швейцарії
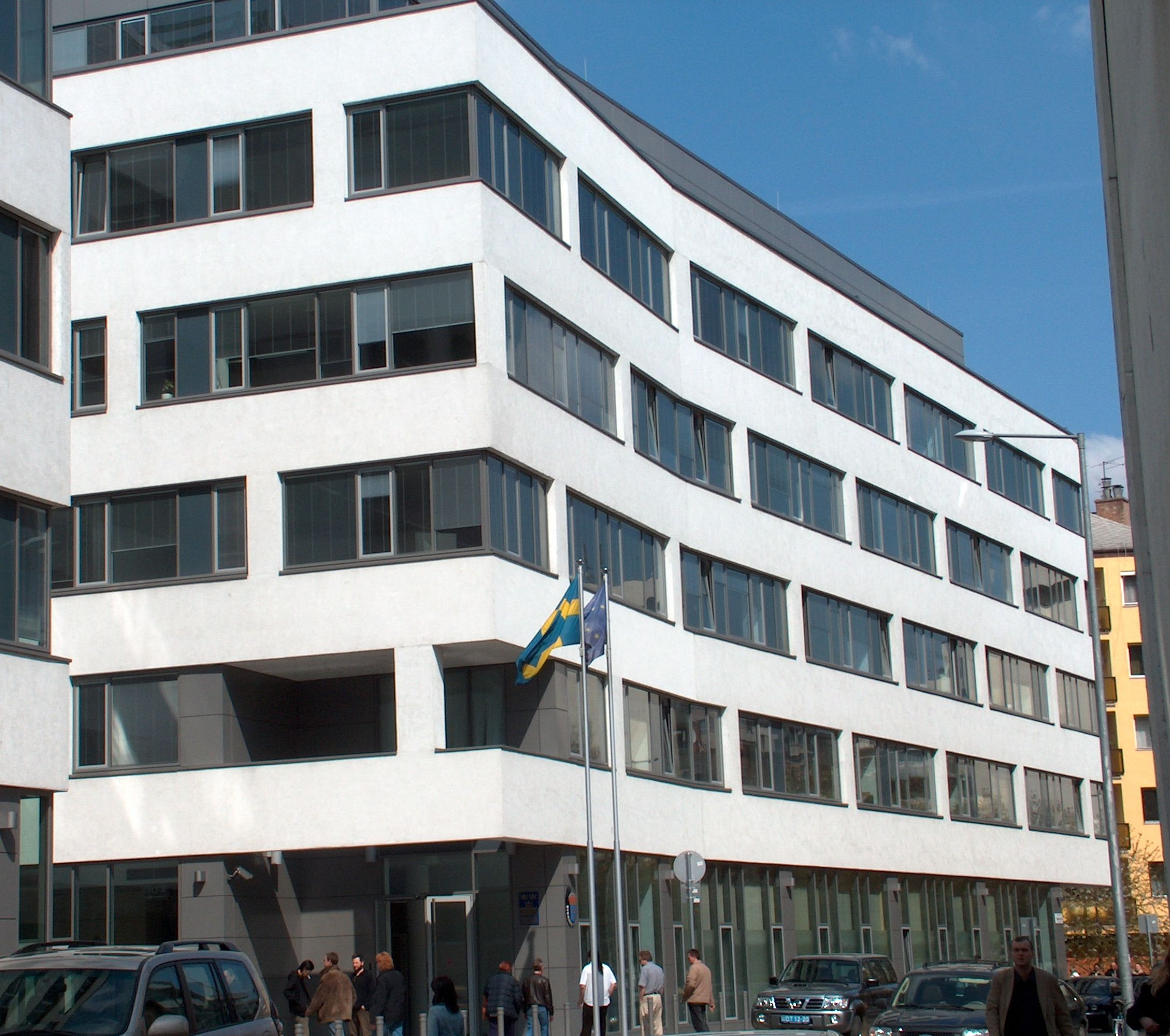
Посольство Швеції
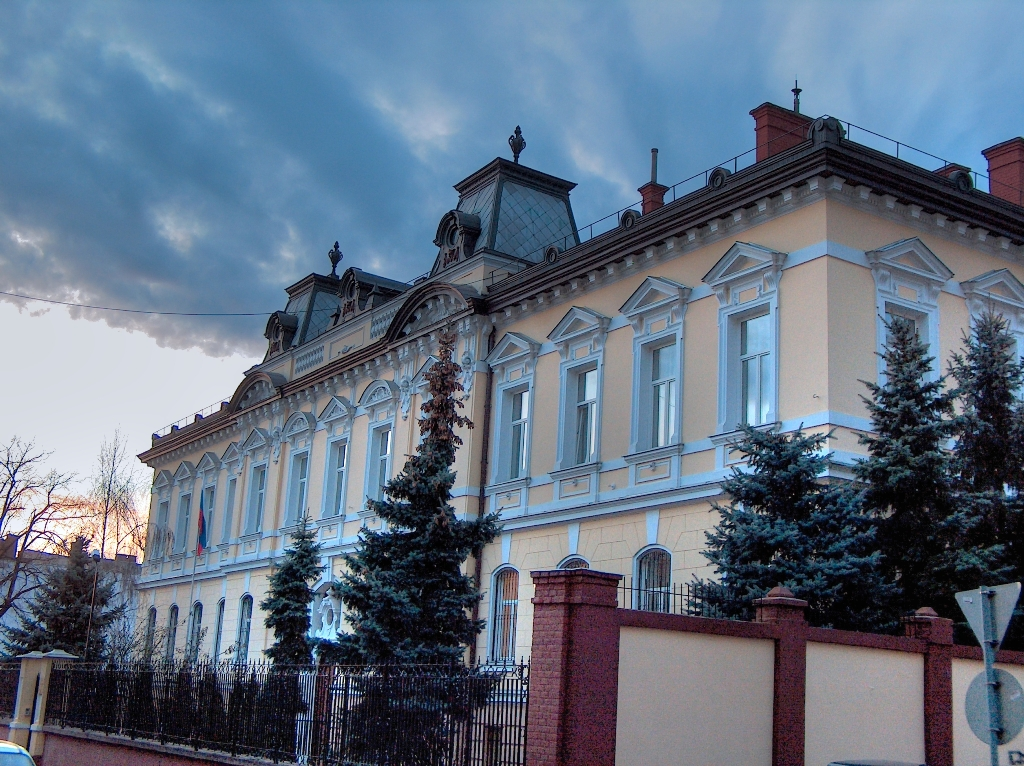
Генеральне консульство Росії в Дебрецені